# クロアチアの歴史

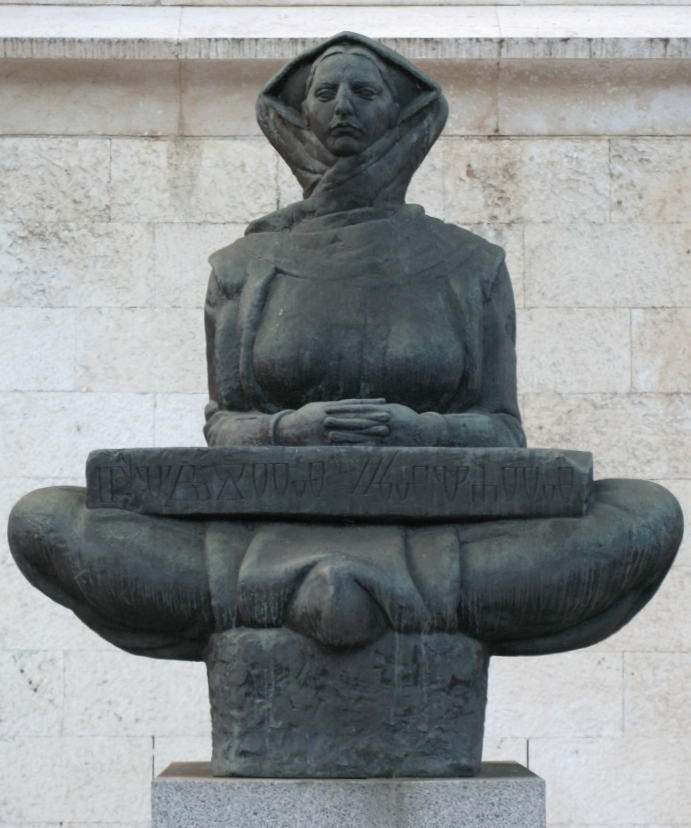
「Povijest Hrvata（クロアチア人の歴史）」1932年、イヴァン・メシュトロヴィッチ作

本項では、クロアチアの歴史（クロアチアのれきし）について述べる。

## クロアチアの歴史について
クロアチアでは1992年の独立以来、自国がバルカン地域の一部だと自認するかどうか問い続けてきた。「バルカン」が地理的名称である一方、極めて政治的なニュアンスを帯びた結果、ネガティブな呼称だと見なす風潮も強いためである。つまり歴史的に、イスラーム世界を代表するオスマン帝国と、キリスト教世界＝ヨーロッパの強国ハプスブルク君主国との境界・接点に位置したことがその背景にある。1997年11月にクレタ島で行われた「バルカン・サミット」への参加呼びかけに対して「バルカンの国ではない」と出席を辞退している。しかし現在に至るまで、バルカンという概念自体には明確な規定がないままである。1811年にドイツの地理学者アウグスト・ツォイネが著した『ゲーア：科学的地理学の一試論』は、バルカン山脈によって分断されている地域の南側をバルカンと規定している。さらに20世紀セルビアの人文地理学者で民族学者でもあるヨヴァン・ツヴィイッチの『バルカン半島』では、バルカン山脈以北もバルカンと規定されている。また、ECの規定に従えば、クロアチアは「西バルカン」という区分となり、さらに木戸蓊はクロアチアの大部分が純粋にはバルカン地方ではないと述べている。ここでは「共通の歴史的体験」を重視する「柴宜弘 編『バルカン史』山川出版社、1998年。ISBN 4-634-41480-5。」に従い、クロアチアをバルカン地域として扱う。
また、バルカン地域が多民族が交錯しながら居住してきた事や、クロアチア人が現在のクロアチア領域のみに定住していたわけでない事から断片的に各国史を記述するが、詳細についてはそれぞれ当該記事を参照されたい。

## 先史時代
バルカン半島における最古の人類は、前期旧石器時代に現れたと考えられている。クロアチアのシャンダリャ洞窟で発見された人の顎の骨、歯は中期更新世前半と考えられており、アウストラロピテクスに属する最古のヒトのものと考えられている。さらに中期石器時代にはネアンデルタール人が現れムスティエ文化が広まる事となるが、クロアチアのクラピナでも洞窟遺跡が発見されている。その後、4万年前には後期旧石器時代に入る事となりオーリニャック文化やグラヴェット文化が生じることとなり、ハンガリーではイスタロスキョ洞窟に遺跡が存在する。
その後、前6500年ごろには農耕・牧畜が西アジアより伝播、前5000年頃までにクロアチアを含むバルカン全域に普及した。そしてアドリア海沿岸部ではインプレッソ土器文化（押圧文土器文化とも）が発達、ダルマチアを起源とすると考えられている。
古代ギリシャの暗黒時代（紀元前12世紀頃）、ユーゴスラビア周辺にはイリリア人が青銅器時代から鉄器時代に至る文化を保持しながら定住していた。そして紀元前4世紀にはアレクサンドロス大王によって征服されることとなったが、アレクサンドロス大王死後、イリリア地方はローマが進出、紀元前2世紀にマケドニアが属州となる。ローマ支配下のイリリア地方はローマとの文化的、経済的交流が活発であり、ローマ帝国最強の軍団の提供を行ったり、クラウディウス・ゴティクス、ルキウス・ドミティウス・アウレリアヌスなどがイリリア出身であったとされている。

## クロアチア人の定住

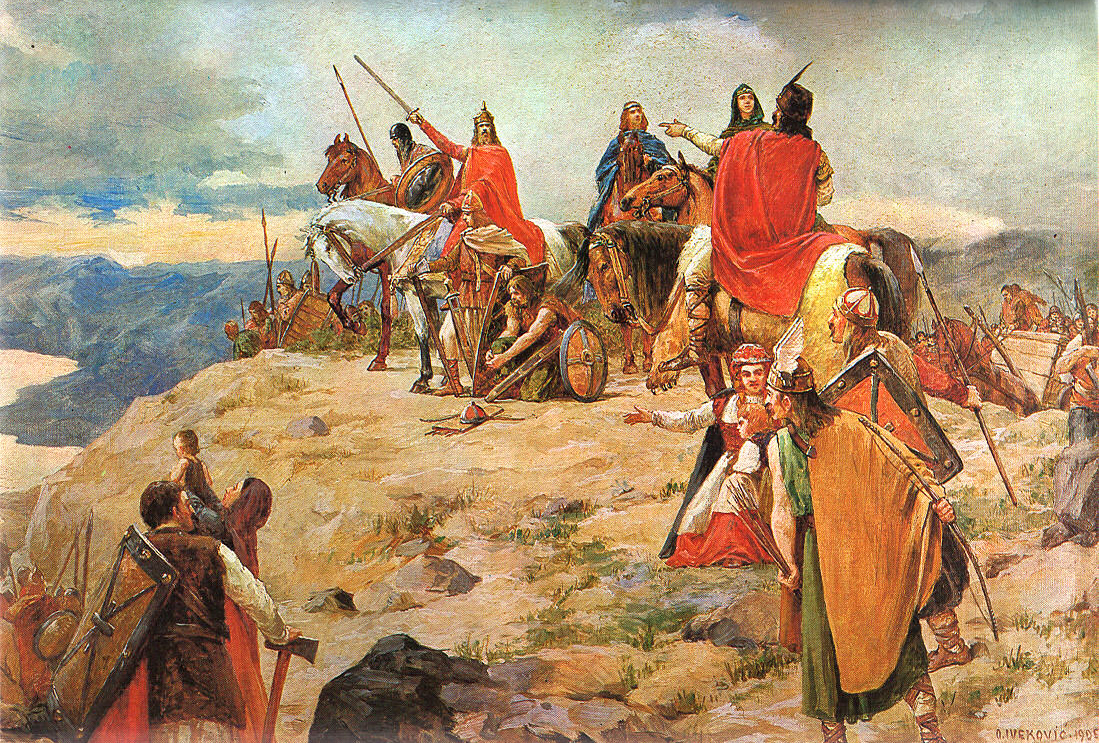
クロアチア人のアドリア海到着

ローマ帝国の支配下では284年、ダルマチア生まれのディオクレティアヌスが即位している。ディオクレティアヌスは晩年、ダルマチアのスプリトに宮殿を築いてそこに移り住んだが、この宮殿址は現在も残っており、観光地となっている。その後、ローマ帝国は二つに分断することとなるが、ダルマチアの地域は東ローマ帝国（ビザンツ帝国）が継承することとなる。
6世紀後半、モンゴル系のアヴァール人らが襲来したことにより、スラブ民族が支配されアヴァール人・スラブ人らはビザンツ帝国内へ侵入を開始したが、クロアチア人らはパンノニア方面からボスニア地域へ進出している。この進出はアヴァール人らの進出に備えたビザンツ帝国がセルビア人、クロアチア人らをダルマチアへ招き入れたことによるものでドラーヴァ川周辺へ進出の後、アドリア海沿岸に定住することとなる。なお、この移動でスラブ民族が東スラブ民族、西スラブ民族、南スラブ民族に分かれたのかは現在も研究が続いている。ただし、このクロアチア人らが統一されていたわけではなく、パンノニアとダルマチアでそれぞれ分断されていたが、これはこの地域がヨーロッパ西部とビザンツとの境界線であるためであった。

### クロアチアのキリスト教

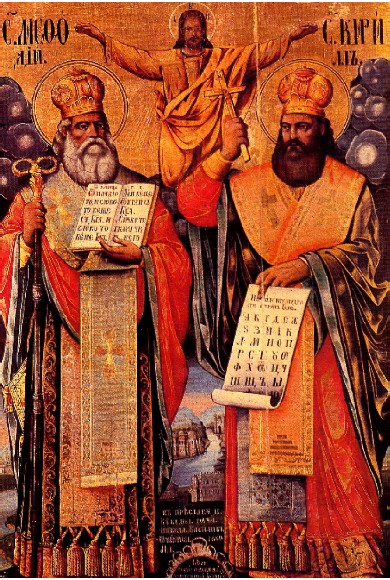
キュリロスとメソディオス

9世紀当時、キリスト教はコンスタンティノープルを拠点とする正教会とローマを拠点とするカトリック教会、そしてカトリック教会に属するフランク教会が三つ巴で活動を行っていた。各教会は勢力拡大を狙う各王国と思惑が一致したため、それぞれ協力関係を結んでいた。例えば、ブルガリアではボリス1世の時代に正教会に改宗し、大モラヴィア王国のロスティスラフは東フランク王国とフランク教会に対抗するためにビザンツ帝国と結びコンスタンディヌーポリ総主教からの主教の派遣を要請を行っている。結局、主教が派遣されることはなかったが、グラゴル文字を考案したキュリロスとその兄メソディオスが派遣された。彼らの布教活動はロスティラフが勢力争いに敗れたため、失敗に終わったが、メソディオスがシルミウムの大司教であったことからクロアチアにスラヴ語典礼が普及する要因となった。なお、グラゴル文字はブルガリアではまもなく廃れることとなるが、クロアチアでは長く使われることとなる。

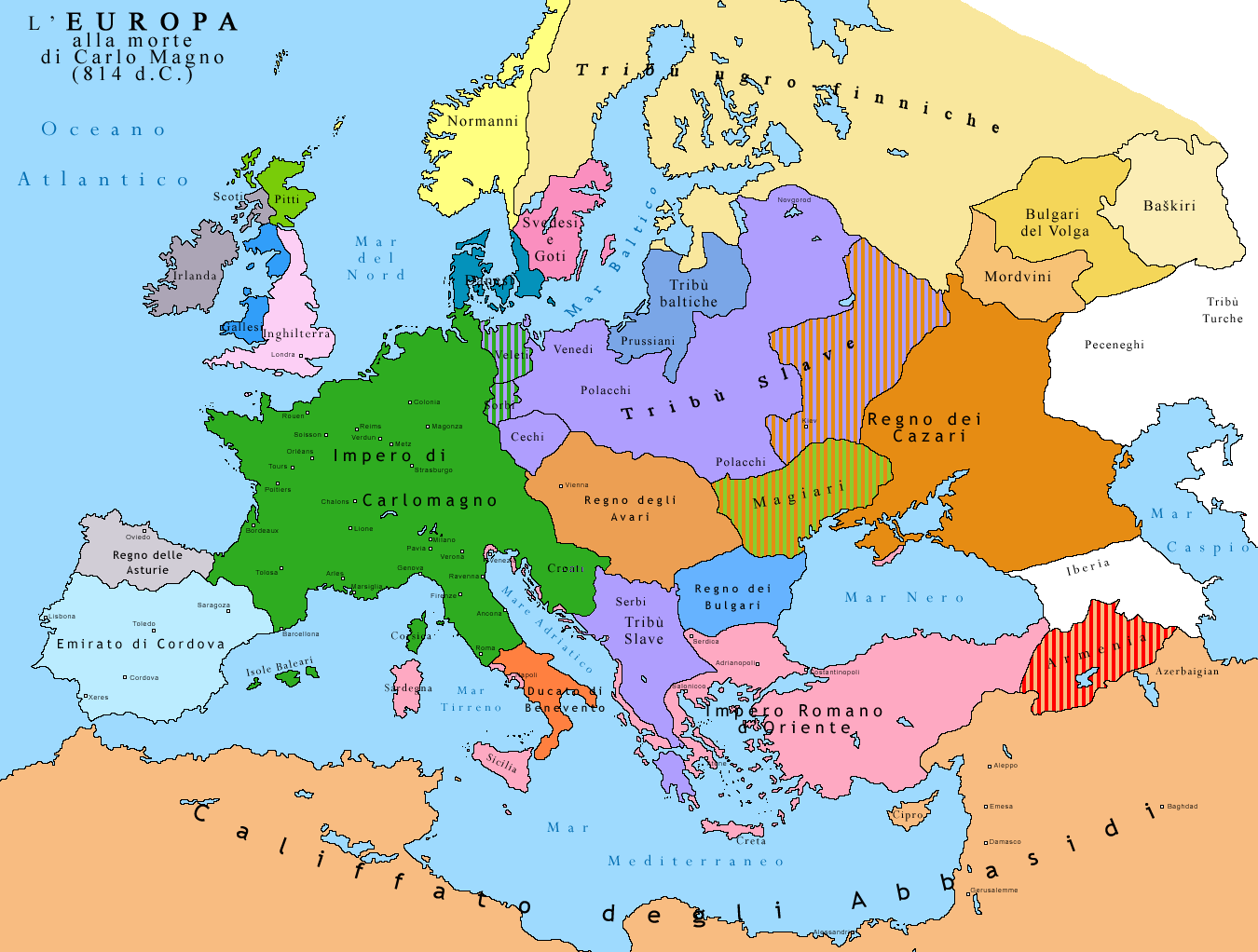
814年頃のヨーロッパ

元来、クロアチア人らはカール大帝がダルマチア北部に進出した際にフランク教会を通じてキリスト教を受け入れており、パラトゥムを中心にアクイレイア司教座から派遣された聖職者の活動によりカトリックを信仰していた。また、一時期、ビザンツ帝国の支配が及ぶことにより、正教の影響を受けたが、ヴラニミルがクロアチアを統一すると再び、ローマ教会の元に復帰した。ダルマチアではビザンツ帝国に占領されたがカトリック信仰が続き、司教座も主な都市に置かれたままであった。特にドゥブロヴニクでは1022年に大司教座へ拡充されたことにより、ベネディクト会やフランチェスコ会、ドミニコ会が修道院や教会を設置して教育などの分野で活躍、ザダル北方の町ニンを中心にスラブ語典礼が維持された。ただし、928年、カトリック教会によりスラブ語典礼は禁止されることとなるが民間の間では用いられ続け、このことがクロアチア内でのスラヴ語典礼派・ラテン語典礼派との対立を生じ、それは政治の分野まで波及した。これは11世紀末にハンガリー王国が介入したことによりラテン語典礼を用いることが決定されたが、一部ではスラブ語典礼が用いられ続けた。なお、隣国ボスニアではカトリック教会、セルビア正教会が絡み合って複雑な状況であり、それにドゥブロヴニク大司教区が巻き込まれることとなった。ただしカトリックの史料ではボスニア教会を異端としたものが存在するが、ドゥブロヴニクの史料では正統信仰であるとしている。また、クロアチア教会を象徴していたニンとカトリック教会の象徴であるスプリトでは確執が残ることとなる。

## 統一国家の形成
フランク王国がカール大帝の下で隆盛を迎えるとパンノニアからダルマチアへ手を伸ばし803年、ダルマチア北部を占領した。それに対して870年代にビザンツ帝国も勢力を伸ばしテマ・ダルマティアス (en) を設置、港湾都市であるコトル、ラグシウム、スパラトゥム、トラグリウム、ザダルらはその宗主権内に収まり、アラブ人やヴェネツィアの商業活動に対抗するためにデュラキオンを拠点とした。

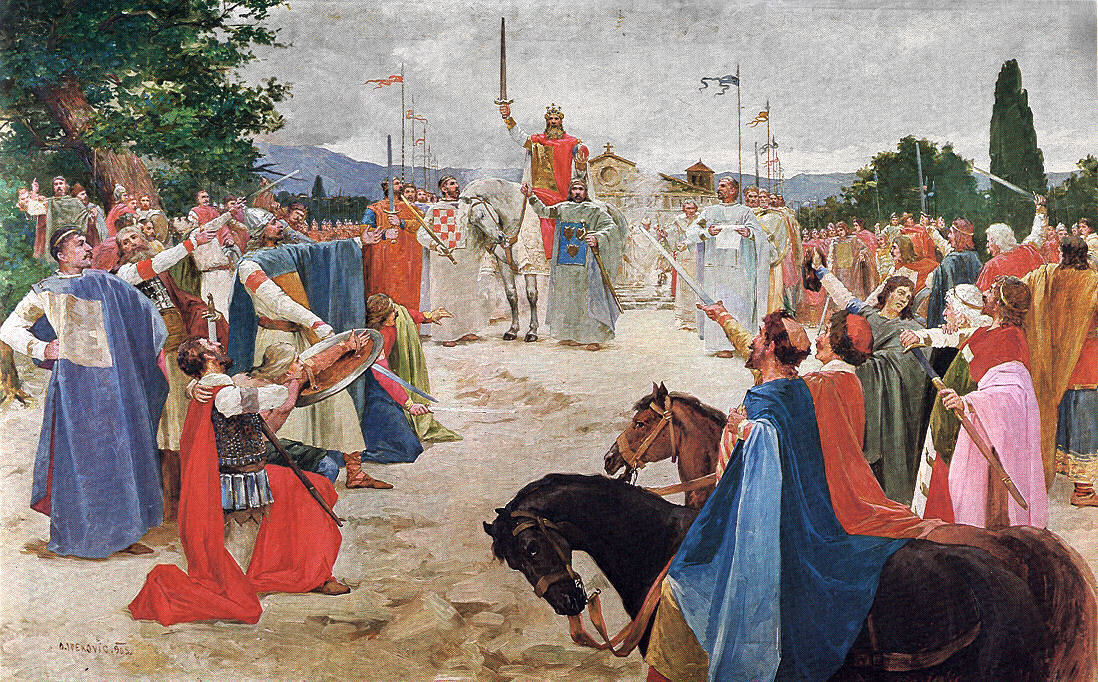
トミスラヴの戴冠

ビザンツ帝国がフランク王国を撃退してパンノニア、ダルマチアを確保するとその支配を確立するために、875年、クロアチアにジュパ župa と呼ばれる部族単位の共同体を形成、この頃に初代クロアチア公トルピミル1世 (en) が出現、フランクの諸制度を導入した。そして、ダルマチア・クロアチア公となったヴラニミル (en) が登場したことによりクロアチア統一が進みビザンツ帝国の影響下から逃れ、879年にローマ教皇に独立国家として承認されフランク王国からの離脱に成功した。さらにニンの族長（ジュパン）トミスラヴがフランク王国や890年代に侵入したマジャール人らを撃破することにより、924年、パンノニア及びダルマチアにおけるクロアチア人の統一に成功した。トミスラヴはマジャール人を撃退することによりドラヴァ川に国境線を築く事に成功し、926年にクロアチア王を名乗った。トミスラヴは軍事的才能に溢れており、926年にはブルガリア軍が襲来したがビザンツ帝国との同盟により撃退している。

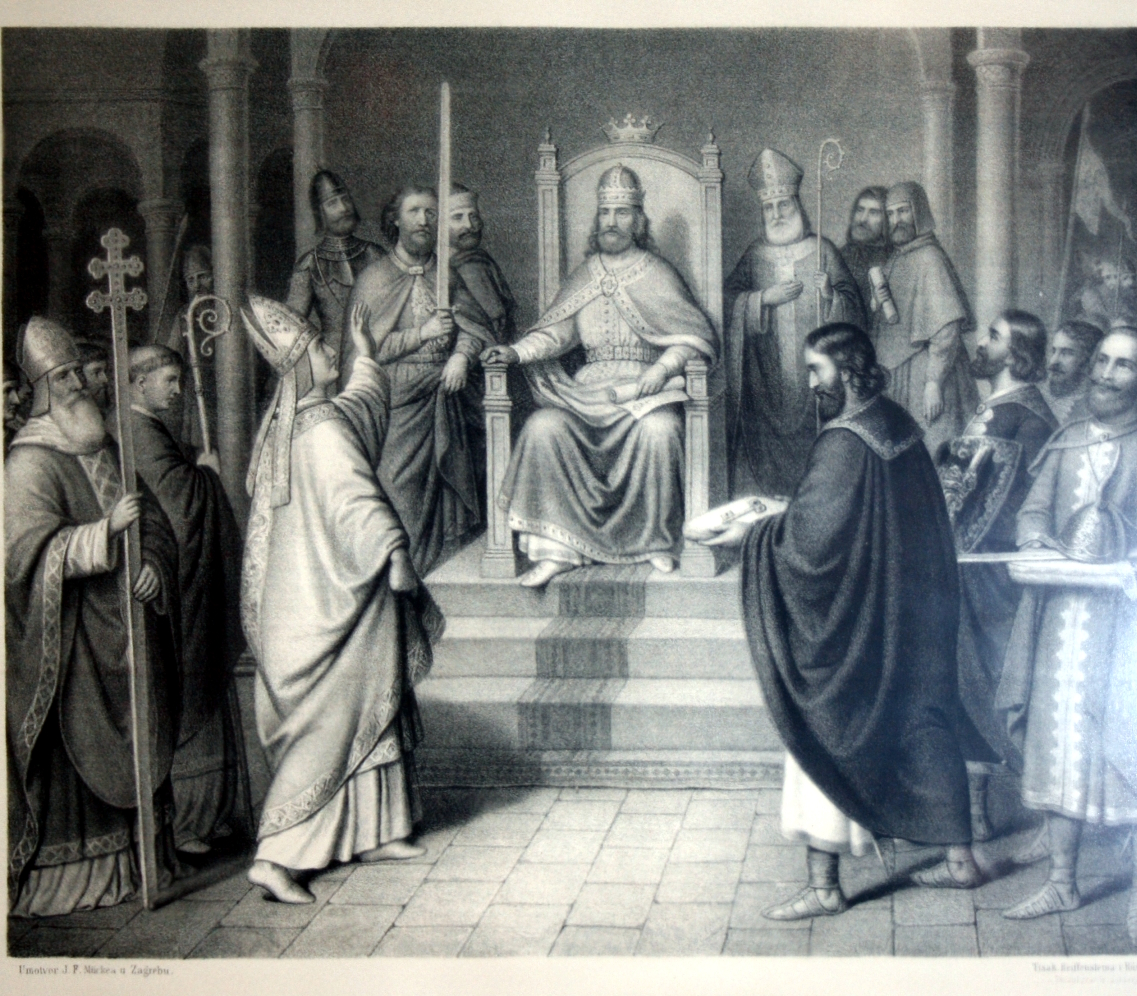
ペタル・クレシミル

トミスラヴが928年に死去するとクロアチア人らの統一国家の屋台骨は揺らぐこととなるが、ペタル・クレシミル（クレシミール4世とも） (en) やその息子ズヴォニミル (en) の時代に繁栄を迎えた。しかしズヴォニミルの死後は、王位を巡って諍いが生じる事となり、1076年以降は教皇が支配することとなった。このため縁戚関係にあるハンガリー王ラースロー1世がこの裁定を依頼され諍いを解決、さらに1094年にはザグレブに司教座を開設している。しかし、ラースロー1世が死去するとまた諍いが生じたが、これをラースローの後継者カールマーンが鎮圧し、ハンガリー王位を継いだ。さらに1097年、カールマーンはクロアチアを占領、1102年（1106年とする説あり）にはクロアチア、ダルマチア王位も兼ねることとなり、クロアチアはハンガリーの支配下となった。ただしクロアチア貴族側は、あくまで主体的に新国王を「選出した」と考え、この時の協定「パクタ・コンヴェンタ ''Pacta conventa''」を重視する。カールマーンはこの協定でクロアチアの自治を認め、クロアチア人貴族から「太守（バン）」（総督）を任命した。一方で、ダルマチアにおけるビザンツ宗主権下の港湾都市はアドリア海、地中海を結ぶ航路の要衝であったため、外部との勢力争いが生じており、ザダルはヴェネツィアの勢力下となっていた。
このため、ベーラ3世は1180年にザダルを含むクロアチア、ダルマチアを占領、さらにその2年後にはボスニア、セルビアをも占領した。しかし1202年、第4回十字軍がヴェネツィアの主導で行われるとザダルは奪われ、再びヴェネツィア領となる。しかしラヨシュ1世の時代、ヴェネツィアの撃破に成功、ダルマチアは再びハンガリー及びクロアチア王の手元に戻る事となった。一方でドゥブロヴニクと改称したラグシウムはヴェネツィア、ハンガリー両国の宗主権内で交易活動を展開、エピロス専制侯国やブルガリア、ボスニアと交易を結びドゥブロヴニク共和国として繁栄を迎え、オスマン帝国に占領された後も商業活動を保証されることとなる。
その後、モンゴル軍がヨーロッパを席巻することとなるが、ハンガリーのベーラ4世は1241年4月11日にモヒ草原の戦いで撃破されてクロアチアへ逃亡した。1241年2月、モンゴル軍はベーラ4世を追いかけてダルマチアまで遠征したが、ベーラ4世はなんとかこの追及をかわした。しかし、モンゴル大ハーンオゴデイが死去した事により、1242年夏、クロアチアからモンゴル軍は撤退した。このとき、クロアチアはモンゴル軍による大規模な破壊を受けた（モンゴルのクロアチア侵攻）。
その後、ボスニアの北部及び中央部はハンガリーに併合されたが、ボスニアには有力者クリン (en) が存在、ボスニアの独立を主張していたため、ハンガリーはボスニアの有効統治をすることができなかった。クリン死後、クロアチア諸侯のシュビッチ家 (en) がボスニアを統治することもあったが、1322年に民衆蜂起によってその権力を失い、スチェパン・コトロマニッチ (en) がボスニアの勢力拡大を行う事となる。そしてその甥スチェパン・トヴルトコ1世 (en) が後を継いだが、ボスニアの勢力をダルマチアまで拡大、1390年には「ダルマチア及びクロアチアの王」を名乗る事となるが、トヴルトコ1世が死去するとオスマン帝国によってボスニア全域が征服されることとなる。

## オスマン帝国の襲来

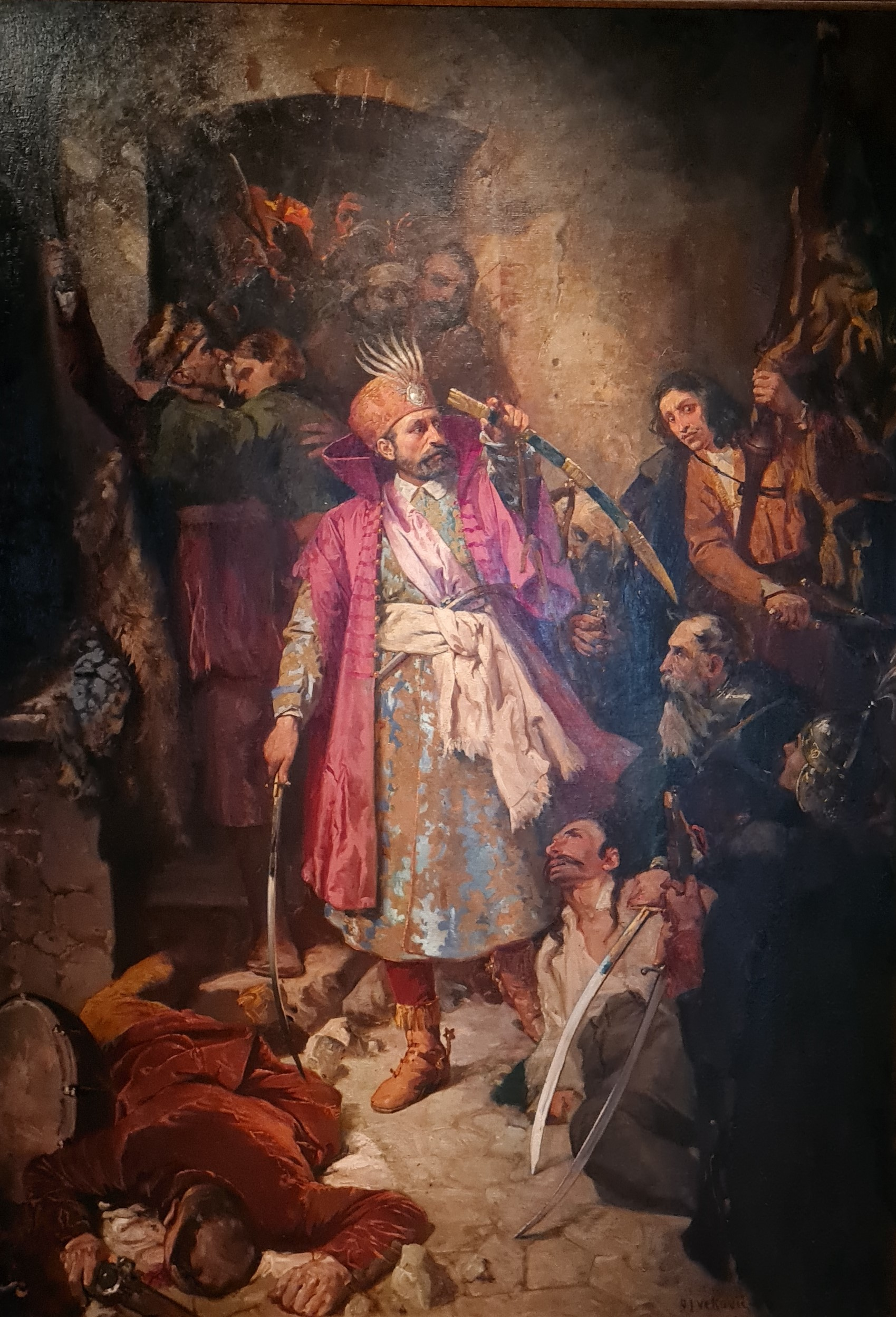
ニコラ・ズリンスキ

小アジアで生まれたオスマン帝国は徐々にその勢力を拡大、バルカン半島にも手を伸ばしつつあった。1444年、ヴァルナ、1448年、コソボでキリスト教勢力は破れ、1453年にはメフメト2世がコンスタンティノープルを占領、ビザンツ帝国が滅亡することとなった。さらにスレイマン1世の時代にはセルビアを最終的に併合し、1526年のモハーチの戦いによってハンガリーをも征服した。一方でクロアチアも1409年にダルマチアを失い、1493年のクルバヴスコ・ポーリェの戦い、1526年にモハーチの戦いと相次いで破れ、結局、ハプスブルク帝国と関係を結ぶ事により、自治権を得つつもその支配下に収まることとなるが、辺境の地域と化し社会経済も軍事政策のどちらにおいても否定的な扱いを受けることとなる。
その中、クロアチア総督（バン）を務めていたニコラ・シュビッチ・ズリンスキはハプスブルク皇帝よりオスマン帝国のウィーン攻撃に備えるためにセゲト（スィゲトヴァール）防衛を任された。1566年、セゲトは約2,500の兵力で10万のオスマン軍に包囲されることとなるが、ズリンスキーは敵の包囲網突破を目論んで攻撃を行ったが、配下の兵士らとともに討ち死にした（スィゲトヴァール包囲戦）。しかしこの事が古代ギリシャのテルモピュライの戦いで戦死したレオニダス王に例えられ、「ダルマチアのレオニダス」として称えられることとなる。

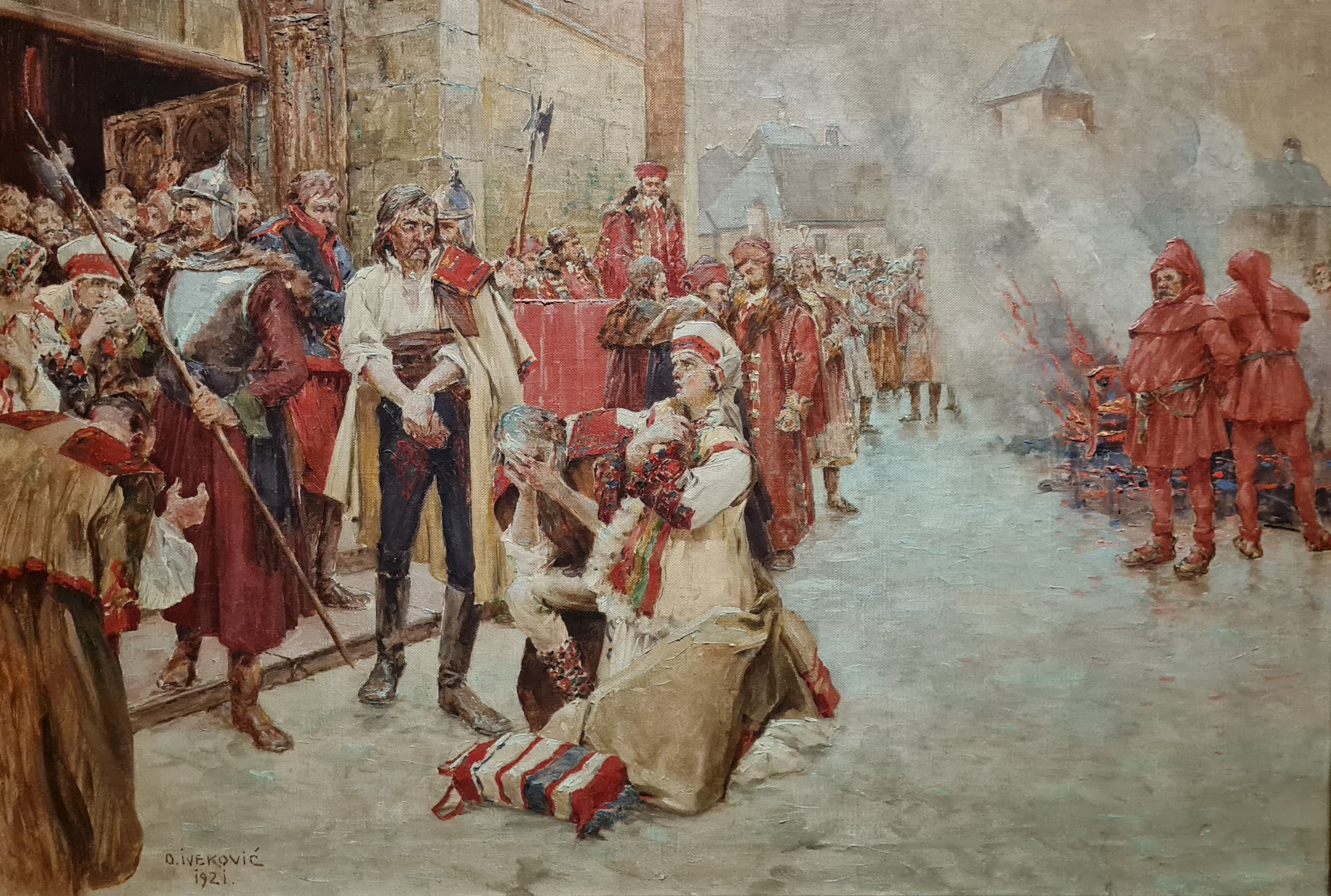
処刑されるグーベッツ

しかし、15世紀初頭にはダルマチアのほとんどがヴェネツィアの勢力圏となり内陸部と分断されていた。さらにオスマン帝国もクロアチア方面へ進撃を開始したことにより過去のクロアチア王国のその3分の2が奪われる事となった。オスマン帝国の進出により多くのクロアチア人らが避難民としてイタリアやハプスブルク領内へ移住し、その跡にはボスニア・ヘルツェゴビナからの避難民がダルマチアやスラヴォニアに流入した。彼らは「ウスコク（逃亡者）」と呼ばれ、ダルマチア北部のセーニを拠点として活動、オスマン帝国支配下で海賊として略奪行為などを働いた。その中、ハンガリーではドージャの乱が1514年に発生しているが、1573年、クロアチア、スロベニアでも農民反乱が生じており、マティヤ・グーベッツが率いたものが最大であった。また、1670年にはクロアチア総督であったペータル・ズリンスキがクロアチア貴族のフラン・クルスト・フランコパン、そしてハンガリーの貴族までをも巻き込んでハプスブルク帝国への反乱を企てたが、これは未然に防がれ、1671年にズリンスキとフランコパンは捕らえられて処刑された。この事件はズリンスキ＝フランコパンの反乱と呼ばれている。
もぬけの殻となったクロアチアの地へオスマン帝国は正教徒のヴラフらを入植させたがこのことは現在でもセルビア、クロアチアのそれぞれの歴史家らがその出自を巡って論争が生じている。この時期、クロアチアの地域ではカトリックと正教徒、そしてクロアチア人、ヴラフ、セルビア人らが共存していた。このため、クロアチアの中心地域が内陸部のザグレブへ移る事により、クロアチアはハプスブルク領とオスマン帝国の国境を形成することとなる。そしてハプスブルク帝国は、ダルマチア北部からスラヴォニアおよびバナトにかけて「軍政国境地帯（Vojna Krajna）」を設けて直接統治を行った。17世紀から18世紀にかけて多くのセルビア人が、コソヴォ地方を始め各所からヴォイヴォディナやスラヴォニアへ国境警備兵として入植した。中でも1690年、ペーチの大主教アルセニエ3世＝チャルノイエヴィッチが率いたものは「大移住（ヴェリカ・セオバ Velike seobe Srba）」と呼ばれるが、後に「セルビア人問題」を生じる要因となり、1991年にはクロアチア紛争を勃発させることとなる。
1699年カルロヴィッツ条約が結ばれた事により、オスマン帝国はモハーチの戦い以降に得た領土の全てを失った。さらに1718年に結ばれたパッサロヴィッツ条約によってダルマチアの一部がヴェネツィアに譲られる事となった。しかし、この国境移動はクロアチア人らの大規模な移動を起こす事となり、1688年、クロアチア、セルビアなどの義勇兵がドナウ川以南へ進撃した際にオーストリア軍に参加したが、オーストリア軍が撤退したことによりセルビア人、クロアチア人ら4万人近くがオスマン帝国の復讐を恐れてハンガリーへ移住している。

### 軍政国境地帯

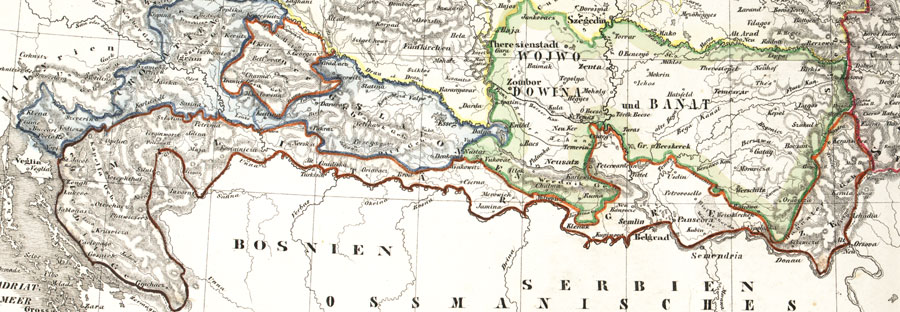
軍政国境地帯

この軍政国境地帯はオスマン帝国が1529年のウィーン包囲など中央ヨーロッパへの侵攻をしたことに対抗して設置されたもので、1754年、マリア・テレジアの時代に確立したものであるが、ハプスブルク帝国はこの地域にクロアチア人、セルビア人らを入植させた。そのため、軍政国境地帯が消滅した後の1910年の人口配分では62.5%がクロアチア系、24.6%がセルビア系となっていた。
軍政国境地帯は「キリスト教世界の前壁」と化していた。そのため、初期においては否定的な結果を残す事となったが、1630年にハプスブルク帝国は「ヴラフの規約」を発布して軍政国境地帯の自治を認め、1667年に壊滅的な地震が発生した後、17世紀にはウスコク戦争を通じてクロアチアが軍政国境制度が発展することとなった。そのため、それまで人口減少が続いていたが、17世紀以降は増加傾向を示す事となる。しかし、この人口回復にはセルビア人らの役割が大きかった。

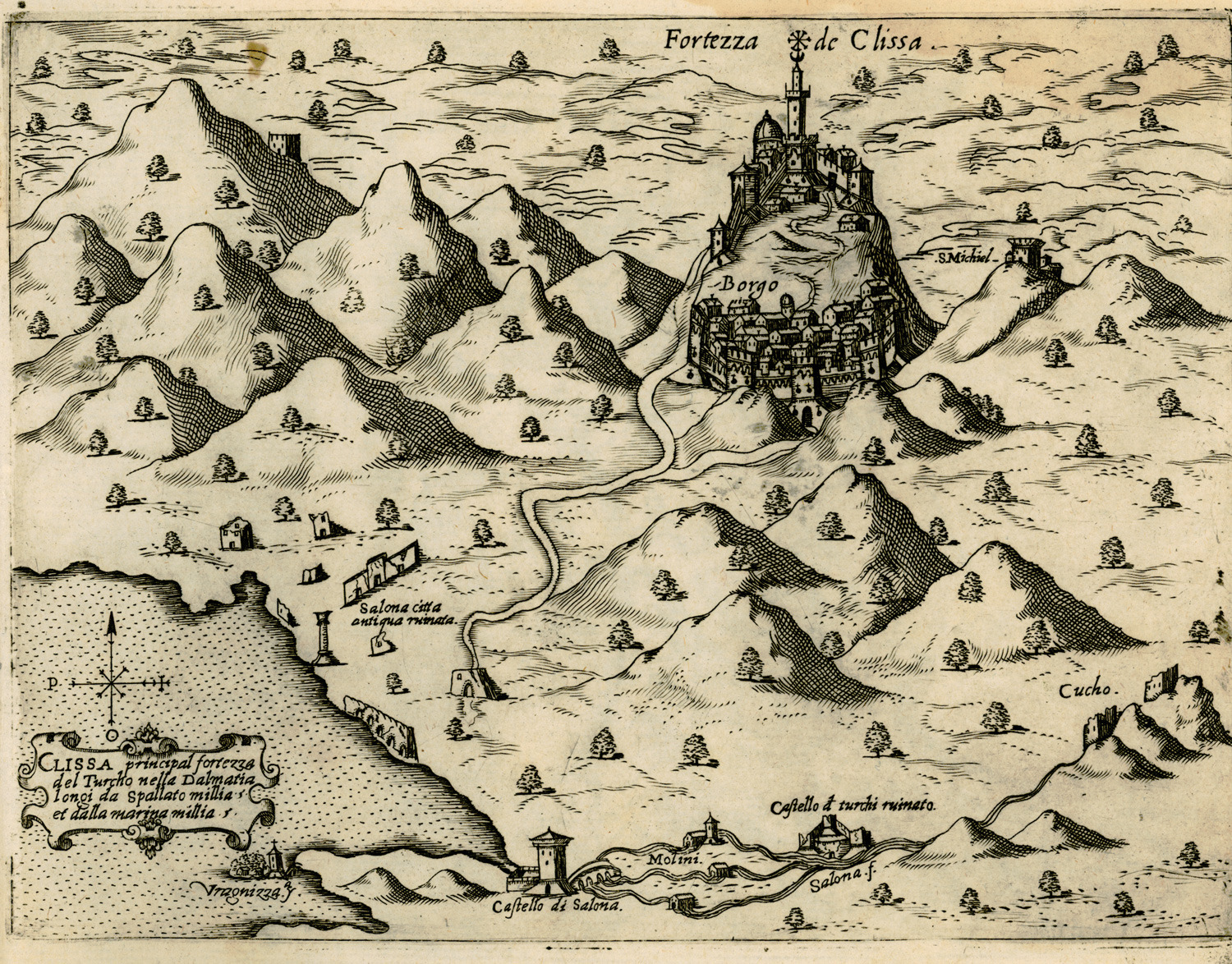
16世紀のダルマチア

軍政国境地帯の内、クロアチア人、セルビア人らの地域は「クライナ」と呼ばれたが、この地域は18世紀前半までクロアチアとスラヴォニア、ダルマチアとを分断する形状をしていた。特に「山クライナ（クロアチア・クライナの別称）」はイヴァン・マジュラニッチが総督（1873年 - 1880年）の時代に、クロアチアとセルビアの民族統合を進めている中、クロアチア権利主義の元、セルビア排他主義の拠点がグリーナ、コレニツァに形成されていた。ハプスブルク帝国支配下のクロアチアではセルビア人、クロアチア人らだけでなく各地からの移住者を含むこととなった。このため、ハプスブルク帝国はクライナにおいて相次ぐ反乱をなんとか鎮圧することができる状態であった。特に、1755年の反乱は規模が大きく、それまでのクロアチア社会を崩壊寸前にまで至らせた。しかし、このことがハプスブルク帝国による絶対主義をクロアチアの地域に広めることに役立つこととなった。
このため、ハプスブルク帝国が軍政化を進める事によりクロアチアでは再び農奴化が始まり、それまでの社会経済的基礎組織、「ザドルガ」と呼ばれた父系制社会が崩壊していくこととなった。さらに「クライナ」の兵士や農民たちの負担は18世紀後半にいたるとさらに増加、サヴァ川より南側のクロアチア・クライナにおいては飢餓状態に陥ることとなった。しかし、この地域では男性が多くの戦役に駆り出されたため、女性が農業などの重労働を行ったが、18世紀から19世紀にかけて女性の数が常に男性の数を下回った。そのため「ザドルガ」の崩壊はさらに進む事となった。さらに「ヴラフの規約」で認めた自治が「ザドルガ」の自治を上回るものであり、「ザドルガ」が二次的存在と化したことも問題であった。オーストリア帝国はこの崩壊を食い止めるためにザドルガの保護を行った。これは軍政国境地帯を温存するためには、クライナが農業社会でなければならず、社会の発展を止める必要が存在したためであった。結局、「ヴラフの規約」で認められた自治や特権は徐々に制限を受けることとなり、軍政化とともに廃止された。こうして「ザドルガ」の存在は崩壊を免れたが、この保護措置のためにこの地域における発展が妨げられることとなる。
結局、クロアチアは18世紀末までヴェネツィア、オスマン帝国、ハプスブルク帝国に三分割されることとなった。

### ドゥブロヴニク共和国
一方で「アドリア海の真珠」と表現されたドゥブロヴニクはオスマン帝国へ貢納を行う事で「リベルタス（自由）」を得て独立を保っていた。ビザンツ帝国、ヴェネツィア、ハンガリーからそれぞれ庇護を受けていたが、1441年に共和国として正式に成立した。14世紀末、オスマン帝国と関係を初めて持ったドゥブロヴニクは当時の庇護国ハンガリーやローマ教皇を説得してオスマン帝国との粘り強い交渉を行った結果、1458年にドゥブロヴニクが貢納を行う事でオスマン帝国の保護を受ける事になった。ドゥブロヴニクは名目上はオスマン帝国の属国であり、ドナウニ公国やトランシルヴァニアと同条件ではあったが、貢納を行っていたために完全なる独立を得ていた。このためドゥブロヴニク共和国はラテンとスラブの要素が混ざり合い、オスマン帝国とヨーロッパ世界への窓口となった。これは1808年、ナポレオンによって占領されるまで続いた。
ドゥブロヴニクの上級階級の子弟はイタリアへ留学してその文化を持ち帰ったため、ダルマチア地方はルネサンスの影響も受けた。そのため、ドゥブロヴニクは南スラブのルネサンス文化の中心地と化し、「スラヴのアテネ」と呼ばれた。

## 民族意識の芽生え

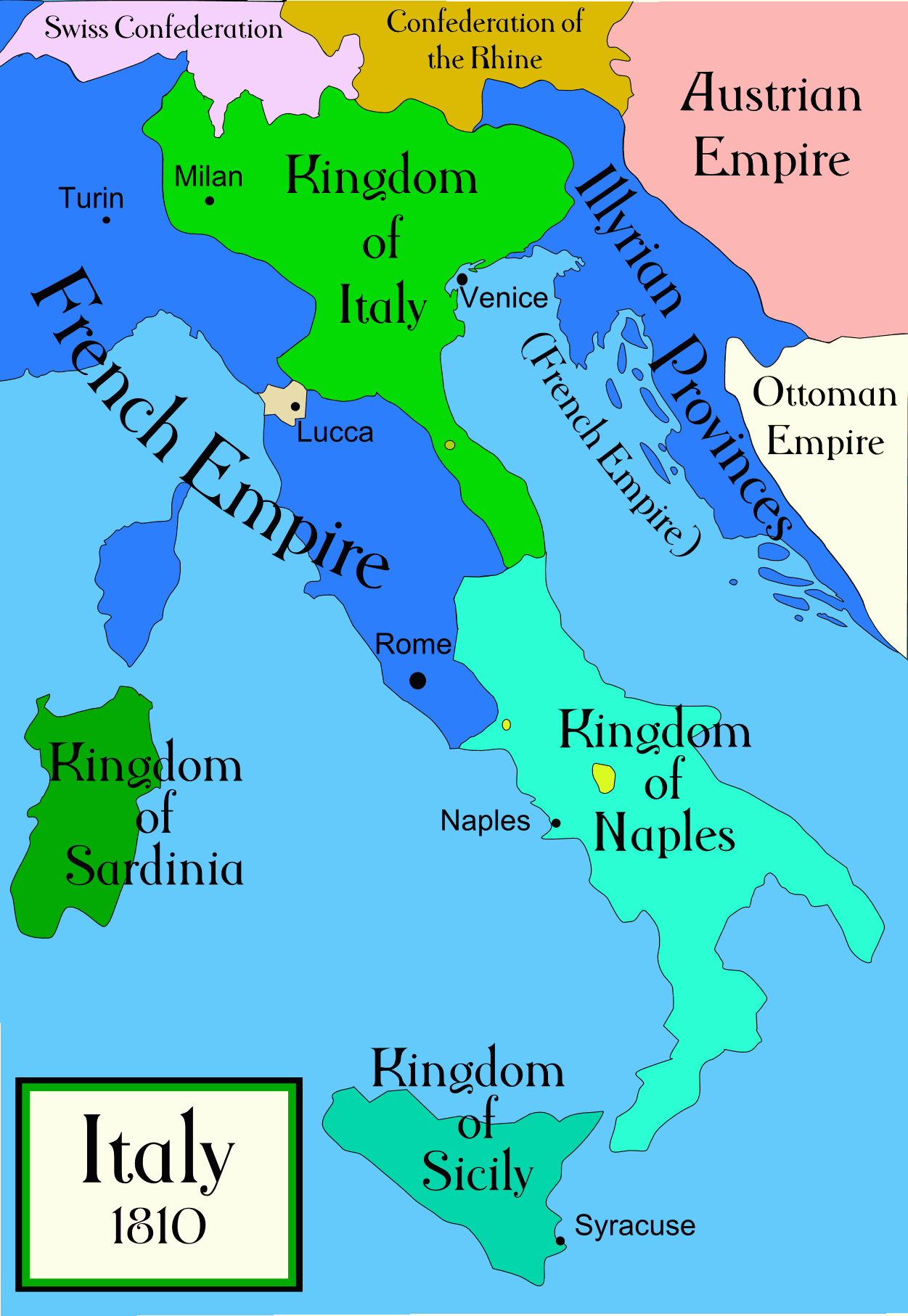
イリリア諸州（Illyrian Provinces）

ダルマチアは長くヴェネツィアの支配を受けていたが、ナポレオンの進軍過程でダルマチア沿岸も征服され、1808年、ドゥブロヴニク共和国も廃止となった。翌年、一帯は「フランス領イリリア諸州」として再編され、1813年まで統治された。この時、フランスによりナポレオン法典が施行され、さらにクロアチア人居住区ではクロアチア語、スロベニア人居住区ではスロベニア語が認められた。そして農奴解放、ギルド廃止、土地開墾、道路建設、公衆衛生の導入が行われ、文化的、経済的に急速に発展することとなったが、イリリア地方はフランス支配下のイタリア王国へ編入された。なお、ナポレオンはある程度の自治を与えることにより、スロベニア人、クロアチア人らがオーストリアの支配を望まないようにしていた。しかし、その後、1815年、フランス帝国の解体に伴いハプスブルク帝国に併合されることとなる。しかし、ハンガリー化を恐れる内陸部のクロアチア人らは自治権を保持しようとし続けた。そして「クロアチアの貴族にとっては馬の方が農民以上にクロアチア民族である」と言われた大衆と無縁の「民族の栄光」への宿願が、これらのことによりクロアチア人全体に民族意識を抱かせることとなった。
議会が設置され代議員を選出することとなったが、住民数15,672人のイタリア人らが29人の代議員を選出したのに対して40万人を越えるクロアチア人らは12人しか選出できなかった。このため、議会はイタリア系の自治派とクロアチア＝スラヴォニア、ダルマチアの統合による「三位一体王国」の再建を唱える民族派に分かれることとなったが、ハプスブルク帝国はこれを認めず、ダルマチアはオーストリアに組み込まれた。1870年代に至ると民族派が力をつけることとなり、1883年、それまでイタリア語が公用語であったが、「クロアチア＝セルビア語（セルビア＝クロアチア語とも）」へ変更された。そして、クロアチア人らはダルマチア、ボスニア・ヘルツェゴビナのクロアチア統合を唱えていたが、これにはセルビア民族党が反対。ダルマチアのセルビア人らは自治派との連携を選び、一方ダルマチアのクロアチア人らはクロアチア権利党と連携していた。しかし、これらの動きはペータル1世が即位した後、南スラブ統一への動きへと変化を見せ、「リエカ決議」、「ザダル決議」が導きだされることとなる。
さらに19世紀前半、ドイツ・ロマン主義が発生するとクロアチアでは、フランス統治期との関係もあり「イリリア運動」が知識人層を中心に展開された。これは、中世クロアチア王国時代の領域の再統合を目指すものであったが、このうちダルマチアやスラヴォニアでは既にセルビア人らが多数居住していた。このため、運動の中心人物で文学者のリュデヴィト・ガイは、南スラブ人全体の連帯を考慮し、クロアチア人とセルビア人との間で共通意識の形成を促進させた。この民族再生運動は1848年の「諸国民の春」以降、19世紀後半に政治的運動と化すが、これは複雑化を伴う事となった。
一方でガイは、文芸協会「マティツァ・イリルスカ（後のマティツァ・フルヴァッカ）」を設立、「イリリア語」（＝南スラヴ）文学運動を進めていたが、ガイ式ラテン・アルファベットに基づく南スラヴ共通言語の正書法を確立した。しかし他方で、文章の規範が統一されず、方言的差異を温存する原因ともなった。ハンガリー王国南部を形成するクロアチアやセルビア人居住地域は独立を望んでいたが、そのハンガリーもまたハプスブルク帝国からの離脱を望んでいた。同じ頃オスマン帝国領内では、
1804年-13年、1815年-17年の2次に渡ってセルビア蜂起が発生し、1830年にはセルビア公国として自治権を獲得、1833年には南方向へ領土を拡大していた。

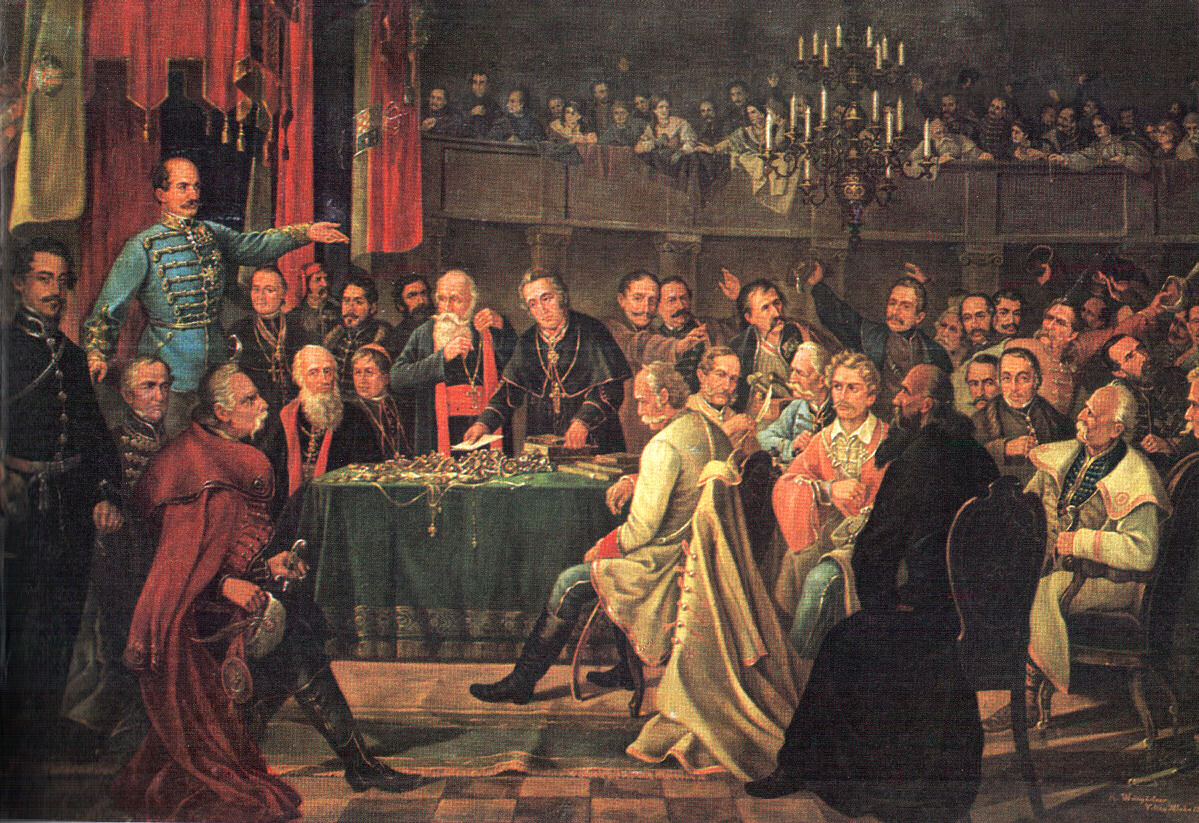
イェラチッチとクロアチア議会

1848年3月25日、ガイらはザグレブで民族会議を開催、この会議では「民族の要求」としてクロアチア、ダルマチアの統合、ハンガリーからの独立、クロアチア語の公用化、身分制議会の代議制への移行、などが盛り込まれ、クロアチア人とセルビア人らは単一民族であり、統合すべきという要求も含まれた。そしてクロアチア総督（＝バン）にはイリリア運動の支持者であるヨシップ・イェラチッチ (en) が選ばれた。しかし、この要求を受けたハンガリー自体もオーストリア＝ハンガリー帝国からの独立を望んでいたためこれに対応することができず、さらにハンガリーの独立を阻止しようとしていたハプスブルク皇帝はこの状況を利用しようとした。そのため、イェラチッチはクロアチア総督に任命された後にハンガリー革命の鎮圧の尖兵として使用されたが、ハンガリー革命が1848年に鎮圧されたにもかかわらず、クロアチア人の要求は無視され、ダルマチアの一部とリエカの併合は認められたのみに留まった。しかし、革命情勢が消滅すると徐々にこの約束は破棄され、結局、ハプスブルク帝国による直接支配が行われるようになる。なお、このイェラチッチの行動に対して、ハンガリー革命を高く評価していたフリードリヒ・エンゲルスは激しく憤り、「南スラブ人全体に対する断固たるテロリズム」を要求すると書き、さらに南スラブ諸民族に「歴史なき民」の烙印を押した。

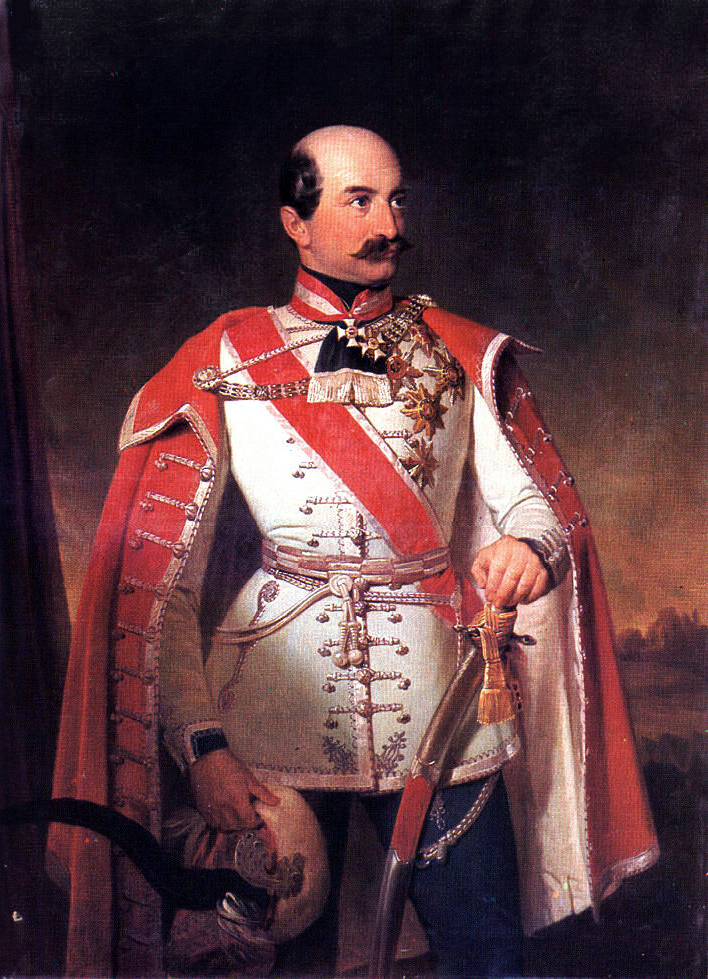
ヨシップ・イェラチッチ

しかし、1866年、普墺戦争にオーストリアが敗れると帝国の再編は避けられないものとなり、1867年、ハンガリーは独立するがオーストリアとは同君連合を形成することとなり「オーストリア＝ハンガリー帝国」がここに成立した。クロアチアはハンガリー王国に属する事となったが、1868年、クロアチアとハンガリーの間で「協約（ナゴドバ）」が結ばれる事によりハンガリーが任命する総督（バン）を受け入れることにより制限付きながら自治を得る事となった。しかし、1871年の選挙では「ナゴドバ」の無効を主張する完全自治派がクロアチア議会で多数を占めるに至り、南スラブ統一を要求したが、これは1881年に軍政国境地帯が、第一次世界大戦後にダルマチアが返還されるまでその統一要求は続くこととなる。クロアチアは限定的ながらも自治を得た事により政党活動が活発化したが、親ハンガリー派、帝国の範囲内で南スラブの統一を図る民族党、クロアチアの独立を唱える権利党の三派閥へと分かれることとなった。また、その一方でクロアチア権利党はクロアチアにハンガリーと同等の地位を与えてオーストリア、ハンガリー、クロアチアの三国で三重帝国を築くという案を考えていた。
クロアチア人らは民族意識を明確にしていく中、この地域に住むセルビア人らの間でもその意識が高まりつつあった。ただし、現在のようにクロアチア人とセルビア人らの対立が深まるのではなく、彼らは南スラヴとしてユーゴスラビア主義（ユーゴスロヴェンストヴォ）として統一する動きが出始めていた。1850年には「ウィーン文語協定」が結ばれ、セルビア語とクロアチア語は同一の文章語となった。さらに、セルビア政府とクロアチア人政党で協力が模索され、クロアチア国民党指導者ヨシプ・ユーライ・シュトロスマイエル (en) とフラニョ・ラチュキ (en) らはセルビア公国を基礎として南スラブ統一を訴えた。露土戦争後、1878年に結ばれたベルリン条約で、セルビア、モンテネグロの独立が承認され、オスマン帝国領のボスニア・ヘルツェゴビナはハプスブルク帝国へ移管された。以後ボスニア・ヘルツェゴビナを巡ってクロアチア人とセルビア人の関係が悪化した。ただし、クロアチア系、セルビア系の反目を利用してクロアチアのハンガリー化を行っていたクロアチア総督クエン＝ヘーデルヴァーリ・カーロイ (en) が1903年にハンガリー首相へ転任すると、後任の総督がスラブ人への無差別な抑圧政策を施行したことにより変化した。このことによりクロアチア人政党とセルビア人政党の協力関係は進展、特にスラヴォニアやダルマチアの政治家らは強く主張してセルビア人、クロアチア人、スロベニア人らは南スラブという一個の民族であるという政治的流れがその大きな目標とされた。

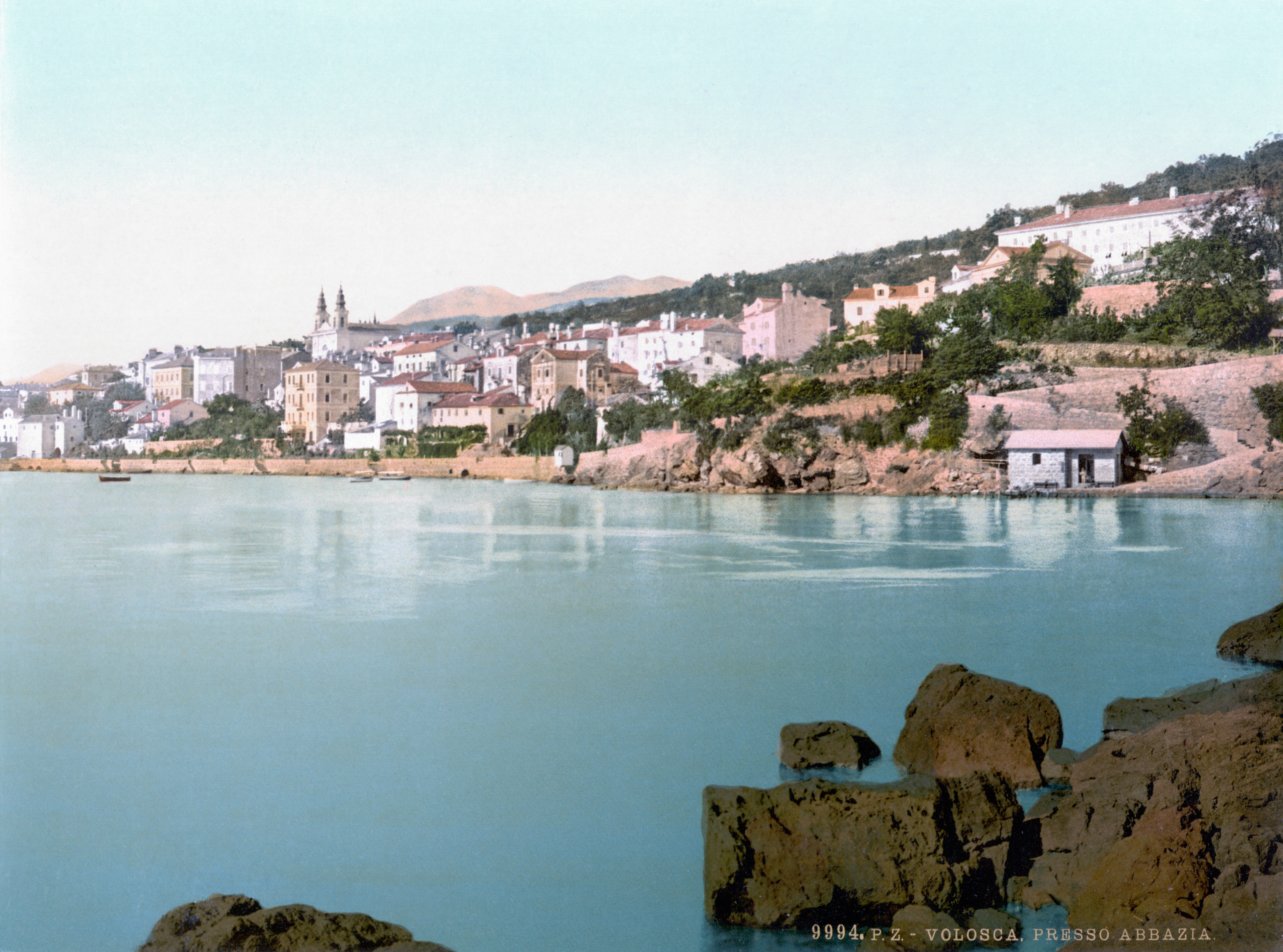
1900年頃のクロアチア、ヴォロスコ(volosko)

1905年10月、クロアチア人政治家がセルビア人政治家に協力関係を呼びかけた「リエカ合意」と、それにセルビア人政治家が同意した「ザダル決議」により、1905年11月、クロアチア議会において「クロアチア・セルビア人連合宣言」が行われた。クロアチア議会の5つの政党はクロアチア・セルビア連合を結成、クロアチア＝スラヴォニア、ダルマチアの統合を求めた。1908年、ハプスブルク帝国がボスニア・ヘルツェゴビナを併合した際にはセルビア、クロアチアの間で反応の違いは未だ見られたが、1909年にセルビアとの併合を狙った活動を行ったとして30名以上のクロアチア人、セルビア人らが逮捕、有罪とされた「ザグレブ事件」により、さらに統一の流れは強まる事となり、1912年のバルカン戦争が始まるとセルビア軍へ多数のクロアチア人が参加する事態にまで至り、第一次世界大戦後、南スラブ統一国家、ユーゴスラビア王国が形成される元となった。
さらにシュトロスマイエル司教はセルビア公国の内務大臣イリア・ガラシャニンと協定を結び、オスマン帝国とハプスブルク帝国の影響を排除した独立国家の形成を目指した。また、ガラシャニンはギリシャ、ルーマニア、モンテネグロ、ブルガリアと交渉を重ねてバルカン同盟を結びオスマン帝国に対抗すること考えていたが、セルビア公国のミハイロ公 (en) が1868年に暗殺されるとガラシャニンは失脚することとなる。
ボスニア・ヘルツェゴビナでは、オーストリア＝ハンガリー帝国共通蔵相（ボスニア・ヘルツェゴヴィナ蔵相も兼任）ベンヤミン・カーライ (en) によってクロアチア人、セルビア人、ムスリム人らを「ボスニア主義（ボシュニャシュトヴォ）」の元、ボスニア地域への帰属意識を根付かせようとしていたが、既に宗教的、文化的な側面で組織化されていたクロアチア人、セルビア人、ムスリム人らがそれに従うことはなかった。1903年、イシュトヴァーン・ブリアーン (en) がカーライと交代したが、ブリアーンは自由主義的な政策を行い、さらに1910年には立憲制へ移行、議会制度も導入された。そのため、カトリック教徒を中心にして「クロアチア民族連合」が結成され、ムスリム人らがクロアチア人であるとした上でボスニア・ヘルツェゴビナはクロアチアの領土と主張、さらにオーストリア＝ハンガリー帝国内のクロアチア地域の統一をも主張、その中には住民のカトリック化を促進させていたヨゼフ・シュタドレル大司教率いる「クロアチア・カトリック教会」も存在した。ただし、ムスリム人らはこれに対抗しており、シュタドレル大司教の改宗活動に対して政治組織を結成することとなり、1906年に「ムスリム民族機構」を設立していたが、これらの混乱が後にサラエボ事件を発生させる温床となる。

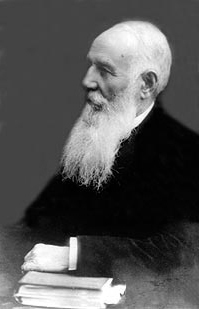
ニコラ・パシッチ

第一次世界大戦中の1914年12月、セルビア政府は「ニシュ宣言」においてクロアチア人、セルビア人、スロベニア人らの解放と統一を戦争目的と規定した。そして1917年7月20日、「コルフ宣言」が決議されセルビア亡命政府首相ニコラ・パシッチ (en) とユーゴスラビア委員会（南スラブ委員会とも）代表アンテ・トルムビッチ (en) の間でセルビア人、クロアチア人、スロベニア人らで構成された国家創設が合意された。一方で1918年10月6日、スロベニアのアントン・コロシェツ神父 (en) 、ヴォイヴォディナのスヴェトザル・プリビチェヴィッチ (en) らで「スロベニア人・クロアチア人・セルビア人民族会議」がザグレブで結成されハプスブルク帝国内の南スラブ地域の統合が唱えられ、10月28日、スラブ地域での敗北を認めたオーストリア＝ハンガリーは権力を委譲、翌日、クロアチア議会は「ダルマチア、クロアチア、スラヴォニア、フィウメはオーストリア＝ハンガリーから完全に独立・・・（中略）・・・スロベニア人、クロアチア人、セルビア人らが共通とする民族主権国家への参加」することを宣言、31日にはハンガリー首相カーライにより「ドナウ連邦」形成が提案されたが、こちらはオーストリア＝ハンガリー帝国が11月3日に敗戦を迎えた事により消滅、「スロベニア人・クロアチア人・セルビア人民族会議」は発言権を持つ事はできなかった。

## ユーゴスラビア王国の成立

1918年のセルビア人・クロアチア人・スロベニア人王国（ユーゴスラビア王国）。淡緑色の部分がクロアチア・スラヴォニア、黄色の部分がダルマチア

第一次世界大戦が終結した後、連合国は南スラブ民族国家に対して明確な行動を取らず、イタリア軍はダルマチア沿岸部の領有権を主張している地域へ展開し始め、さらにダルマチア地方では農民らが土地占拠を行い、革命さえ予想される事態に至っていた。このため、コロシェツ神父は連合国に南スラブ民族国家の承認を訴え、さらに11月末にはジュネーブにおいてセルビア首相ニコラ・パシッチ、ユーゴスラビア委員会代表アンテ・トルムビッチらと協議を行った。パシッチは当初、コロシェツの民族会議を認める事を拒んだが、フランスが圧力をかけたことにより、11月11日、パシッチ、トルムビッチ、コロシェツらで単一国家を形成、セルビアとザグレブに存在する「国家」が単一の立憲議会が開かれるまでは完全にその主権行使を行えるとする「ジュネーブ宣言」に署名した。そして、モンテネグロへも参加を要請、連合国に対しても正式な承認を求めた。しかし、クロアチアではフランス・セルビア連合軍がザグレブを含む主要地域を占領しており、事態の流動化を恐れたアレクサンドル皇太子がザグレブ民族評議会副議長スヴェトザル・プリビチェヴィッチにセルビア、クロアチアの合併を要請した。11月24日、ザグレブで評議会が開かれ、「ジュネーブ宣言」を拒否、単一国家樹立を支持する決議が採択された。
| 民族         | パーセンテージ |
| ------------ | -------------- |
| セルビア人   | 40,42          |
| クロアチア人 | 29,17          |
| スロベニア人 | 8,50           |
| マケドニア人 | 5,00           |
| ドイツ人     | 4,33           |
| ハンガリー人 | 3,92           |
| アルバニア人 | 3,67           |
| その他       | 4,99           |

1918年12月1日、セルビア王国摂政アレクサンダル・カラジョルジェヴィッチは南スラブ人単一国家「セルビア人・クロアチア人・スロベニア人王国（1929年にユーゴスラビア王国へ改名、以下ユーゴスラビア王国と記述する）」 の樹立を宣言、クロアチアは「コルフ宣言」に従い、スロベニア、ダルマチア、ボスニア・ヘルツェゴビナらと共にこれに取り込まれることとなり、ベオグラードを首都とする南スラブ民族による統一国家が形成された。しかしこの内、スロベニア人、クロアチア人らが住む領域はイタリアが領有権を主張していたため、国境線画定の際、問題を生じることとなった。これはイタリアが、ダルマチア及び、南スラブ人の居住区の大部分を与えるという約束がなされたロンドン条約に基いて参戦したためであった。結局、1920年11月12日に結ばれた「ラパッロ条約」と1924年1月27日に結ばれたイタリア・ユーゴスラビア友好条約により、イタリアにはイストリア、フィウメ、ツァーラ、トリエステが譲られる事となった。
しかも、ユーゴスラビア王国は独立はしたものの、民族構成が複雑という問題を抱えていた。スロベニア人らは比較的纏まった地域に集中していたが、ボスニア・ヘルツェゴビナやヴォイヴォディナやクロアチア、スラヴォニア、ダルマチアではクロアチア人、セルビア人らが混在しており、さらに「南セルビア」と呼ばれた地域ではアルバニア人、ムスリム人、マケドニア人や大部分を占めるセルビア人の中に混在していた。そのため、ユーゴスラビア王国は南スラブ人の単一民族国家と規定されてはいたが、クロアチア人政治エリートらは自治と民族性の強化を求めていたため、これらは受け入れ難いものであり、さらにセルビア人の中でも旧セルビア王国とドナウ、サヴァ以北の「プレチャニン（川向こうの人々）」であるセルビア人と旧セルビア王国のセルビア人らの間の歴史的経験や文化の違いは無視できるものではなかった。
建国当初はセルビア急進党 (en) のストヤン・プロティチ (en) を首班とする内閣が形成され、クロアチア農民党 (en) は議会に参加することができなかった。しかし1920年、摂政アレクサンダル公が憲法改正によりユーゴスラビア国王アレクサンダル1世として即位、アレクサンダル1世は王国内の複雑な民族を纏め上げるために腐心しており、1920年12月、各地でストが発生、ボスニアのフシン鉱山で暴動化したことにより、12月30日に「オプズナーナ（国家保護法）」を発令、そして勢力を増していた共産党がアレクサンダル1世の暗殺未遂事件に関与したとして非合法化することなども行った。しかし、国内ではセルビアを中心とする集権主義が存在しており、これに対してクロアチア人の票のほとんどを集めたクロアチア共和農民党らは連邦制を目指していたため対立が生じており、憲法制定議会においてクロアチア共和農民党が審議をボイコットすることも行われた。そしてその後も平等な連邦制、農民への土地分配、行政費の大幅削減を打ち出したため、セルビア中心主義に反感を持っていたクロアチア農民らは第二次世界大戦まで支持を続ける事となる。

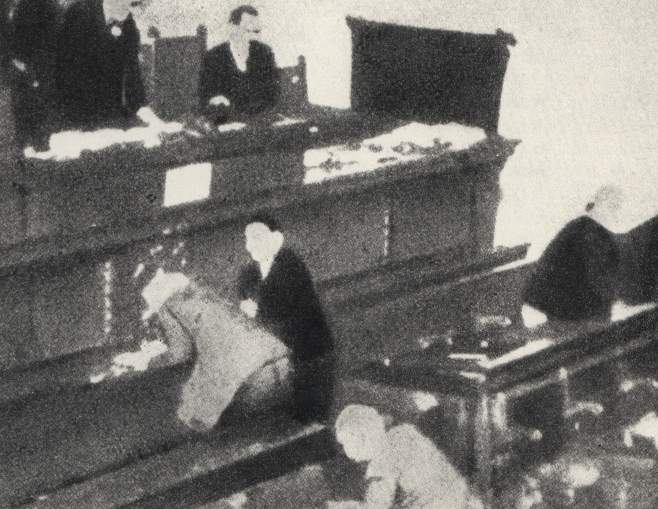
議会内で銃撃されたラディチ

特にクロアチア共和農民党党首スチェパン・ラディチは連邦主義者で共和国主義者であったこととバルカン・ドナウ連邦共和国の樹立を唱える赤色労働組合インターナショナルへの参加を表明したため、1925年1月にラディチ、マチェクら共和農民党指導者らが逮捕されたが、2月の選挙で農民党が勢力を伸ばしたため、首相パシッチが接触、ラディチにヴィドヴダン憲法の承認、赤色労働組合インターナショナルからの脱退、共和農民党から共和の名前の削除を議会で甥のパヴレ・ラディチに表明することにより政権への参与を認める事を伝えた。ラディチはこれに従い、議会において甥を通じてこれを表明、7月にラディチが釈放されると同時にパシッチ、ラディチによる連立政権が生まれる事となる。しかし、1926年にラディチは辞任、再び反対派へ属した。しかし首相パシッチが死去したことにより、急進党の統制力が衰えると反政府戦線をラディチやプリビチェヴィチが形成、対立が深まった。そのため、1928年6月には議会議事録でラテン文字（クロアチア語で使用）、キリル文字（セルビア語で使用）のどちらを使用するかで紛糾している。このため、議会内でセルビア急進党議員でモンテネグロ出身のプニシャ・ラチッチ (en) が発砲、クロアチア農民党党首ラディチが死亡する事態に至っていた。このため、クロアチアの議員らは連邦制が実現されるまでは議会へ戻らないと宣言、クロアチア各地でもこの出来事に対する大規模なデモが行われ、クロアチア解放が叫ばれた。

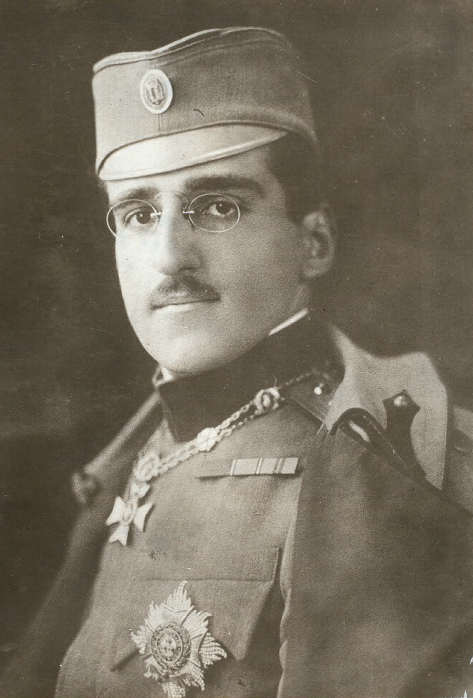
アレクサンドル1世

このため、アレクサンドル1世は混乱しつつあった国内を安定させるためクロアチア農民党指導者ヴラドコ・マチェク (en) と協議、マチェクは新憲法の制定と連邦制への移行、連邦単位での経済政策の承認を条件に協力することを約束した。アレクサンドル1世は1929年1月6日、議会の解散を命じ、さらに1921年に制定されたヴィドヴダン憲法の停止を命令、自ら独裁制を行う事を宣言、国名もユーゴスラビア王国と改称することも発表された。そして国民らの意識をユーゴスラビアで纏め上げることを目的として行政機構の再編を行い、さらにはこれまでの歴史的背景のある行政区画を廃止、新たに自然地形を用いた9つの州（バニヴィナ、バニヴィナとも）と首都ベオグラード府を設置した。しかし1931年、新憲法が制定され、二院制の議会が再開されることとなるが、「ユーゴスロヴェンストヴォ（ユーゴスラビア統一主義）」に基く上からの国民統合が行われたため、クロアチアでは自治を求める運動が活発化することとなり、この頃にウスタシャ（1932年）も設立された。

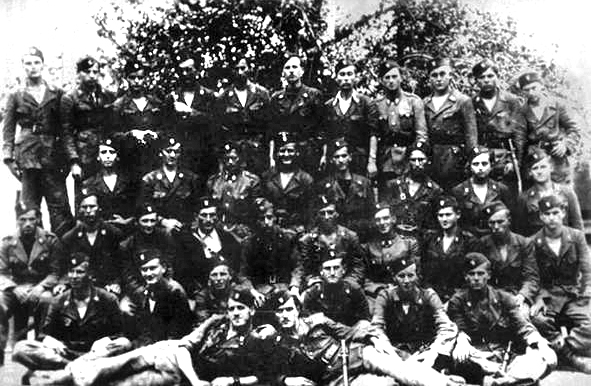
ウスタシャのメンバー、1932年

しかしクロアチア農民党はサフスカのセルビア人を支持基盤とする独立民主党と提携、国王独裁とセルビア人中心主義の打破を目指し、ユーゴスラビア国家再編を求める「ザグレブ決議」を発表したが、セルビア野党勢力と合意に至ることができなかった。アレクサンドル1世は「小協商（チェコスロバキア、ルーマニア、ユーゴスラビア）」と「バルカン協商（ギリシャ、トルコ、ルーマニア、ユーゴスラビア）」を元にフランスを後ろ盾としてユーゴスラビアの安全保障を築いたが、1934年、アレクサンドル2世はイタリア、ハンガリーの支援を受けていたウスタシャ、内部マケドニア革命組織に参加していた青年により暗殺された。そのため、ペータル2世が後を継いだが、若年であったため従兄弟のパヴレ公など3名の摂政が就くこととなった。パブレはセルビア急進党のミラン・ストヤディノヴィッチ (en) を首相としたが、ストヤディノヴィチは政治犯に対する取締りを緩和し、議会ボイコットを続けるクロアチア農民党も容認した。しかし、これらの緩和策は1939年3月、独立スロバキアが建国された時、ウスタシャの活動を活発化させる原因となった。そして、ストヤディノヴィッチはバチカンと「コンコルダート（宗教条約）」を結ぶ事によりカトリック教徒で保守的なクロアチア人との和解を目指したが、セルビアのオルトドクス教会がこれに強く反対、さらに右派も左派もこれに反対した。そして何よりもクロアチアの民衆らは「コンコルダート」自体に無関心であった。そして政府への反対勢力が統一戦線を結成するなどストヤディノヴィッチ への逆風と化した。さらにセルビアでもクロアチア指導者マチェクが民主主義の担い手であると見なす風潮が広まり、政府はこれに干渉したが結局、反対派は選挙において44%の得票を得るまでに達した。

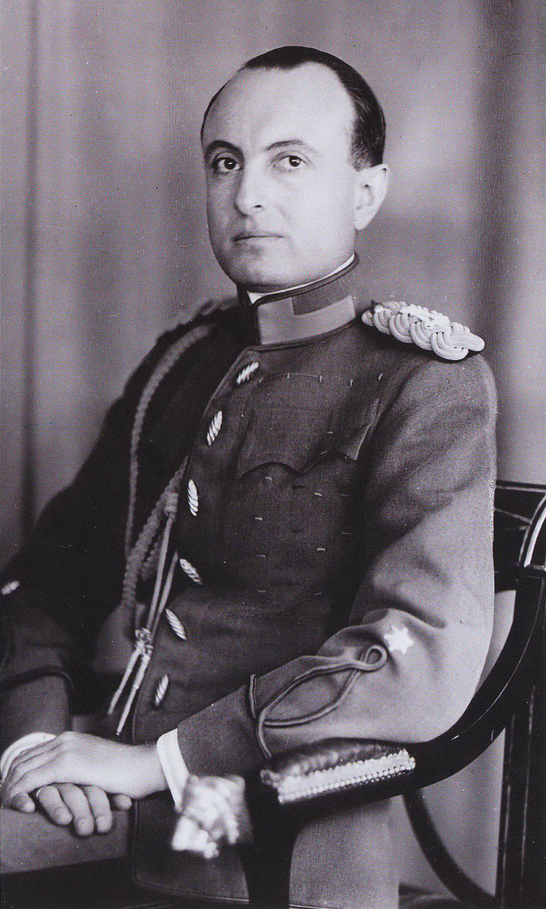
パブレ公

このため、パブレ公はストヤディノヴィッチが不人気であることからセルビア急進党党首ドラギシャ・ツヴェトコヴィッチ (en) へ組閣を明示、マチェクとの交渉を行わせた。1939年8月26日にユーゴスラビア王国首相ツヴェトコヴィチとクロアチア農民党党首マチェクとの間で「スポラズム（協定）」が結ばれ、ザグレブを州都としてボスニア・ヘルツェゴビナの一部を含むクロアチア自治州が設立されることとなり、全人口の3分の1、国土の約3割が取り込まれた。そして首相ツヴェトコヴィッチはマチェクを副首相に任命するなどクロアチアへの配慮も怠らなかったが、ウスタシャは満足せず、クロアチアの分離独立を主張した。また、クロアチア人居住地域の全てがクロアチア自治州に含まれていたわけではなかったため、農民らはクロアチア農民党を激しく非難、ウスタシャの勢力が拡大した。その後クロアチア居住のセルビア人が暗殺される事態に至り、セルビアでもクロアチア扇動が発生、それまでの不和が敵対と化していった。
ヴェルサイユ体制の打破を唱えるナチス・ドイツが台頭してくると、ヨーロッパには暗雲が垂れ込み始めた。1933年10月、国際連盟より離脱してヴェルサイユ体制の拘束から抜け出し始めたドイツは1940年、シャハト計画に従い、東欧、バルカン諸国がドイツへの経済依存を強めるよう求めた。世界恐慌により大打撃を負ったバルカン諸国は、ドイツとの相互補完的経済関係を結び始め、1938年までにユーゴスラビアは輸出量の内49.9%、輸入量の50%がドイツ向けとなった。このためフランスはタルデュー・プランを提唱してヴェルサイユ体制の立て直しに乗り出した。フランスがドイツへの対抗からソ連、イタリアへ接近し始めた事から、これらを敵とみなす東欧諸国はフランスとの同盟関係を疑問視するようになった。
その中、1934年にイタリア、オーストリア、ハンガリーがローマ議定書に調印して同盟協力の強化が行われた事により、対ユーゴスラビア包囲網が強まった事や1933年のイギリス・フランス・ドイツ・イタリアによる四カ国協定や1935年のフランス・イタリアによるローマ協定の締結により、イタリア、フランスがイタリアへ接近し始めた事から対ユーゴスラビア包囲網が強化されたと考え、さらにイタリア経済封鎖により経済苦境に陥ってドイツへの依存が高まったユーゴスラビアは最初に方針転換を行い、イタリアへの対抗策としてドイツへ接近した。
さらにイギリスは大英帝国の維持に苦心しておりドイツとの直接対決を望んでおらず、東欧をドイツの勢力圏とする政策方針を採用しており、ユーゴスラビアはさらに枢軸国へ接近することとなった。ユーゴスラビアは1937年1月24日にブルガリアと恒久平和条約に調印、さらに3月25日にはイタリアと同盟を結び、イタリアのアルバニア支配を容認する代わりにイタリアがユーゴスラビアに要求していた国境線修正の取り下げとウスタシャへの援助中止、対ユーゴスラビア攻撃への不参加を取り付ける事となったが、これはイギリスがイタリアと地中海紳士協定を締結して地中海の現状維持で合意したこととイタリア・アルバニア協定によりイタリアのアルバニア支配が強まった事によりイタリアの脅威が増した事によるものであった。
1939年9月に第二次世界大戦が勃発、ドイツの圧力を受けユーゴスラビア王国は中立宣言を行った。しかし、クロアチアに自治を認めたため、セルビア、スロベニア、ボスニア・ヘルツェゴビナにおいて自治を求める運動が発生した事やギリシャを除く他の周辺国が枢軸国へ肩入れした事、クロアチア自治州形成で同意されていたスポラズムが破綻をし民族対立が深刻化した事により、ユーゴスラビア王国も1941年3月25日、ウィーンにおいて三国同盟に調印した。しかし、これに反対するドゥシャン・ シモヴィッチ (en) を中心とした政変が発生、ユーゴスラビアが同盟離脱の動きを見せたがこれにナチス・ドイツ総統アドルフ・ヒトラーが激怒、1941年4月6日、ユーゴスラビアはドイツ、イタリア、ハンガリー、ルーマニア、ブルガリアの侵攻を受け、ユーゴスラビアは1週間も持ちこたえる事ができずにこれらの国により分割占領されることとなった。こののち、ギリシャも同じ運命を辿る事となる。

## クロアチア独立国の時代
占領によりダルマチア沿岸部はイタリアに占領されることとなったが、クロアチアでは元来、分離傾向が強かった事からドイツは中世クロアチア王国と同じ版図で「クロアチア独立国」を設立した。この元首にはイタリアでウスタシャの指導を行っていたアンテ・パベリッチが就任することになるが、このクロアチア独立国は枢軸国として第二次世界大戦に参加することとなり、対ソ宣戦布告も行っている。

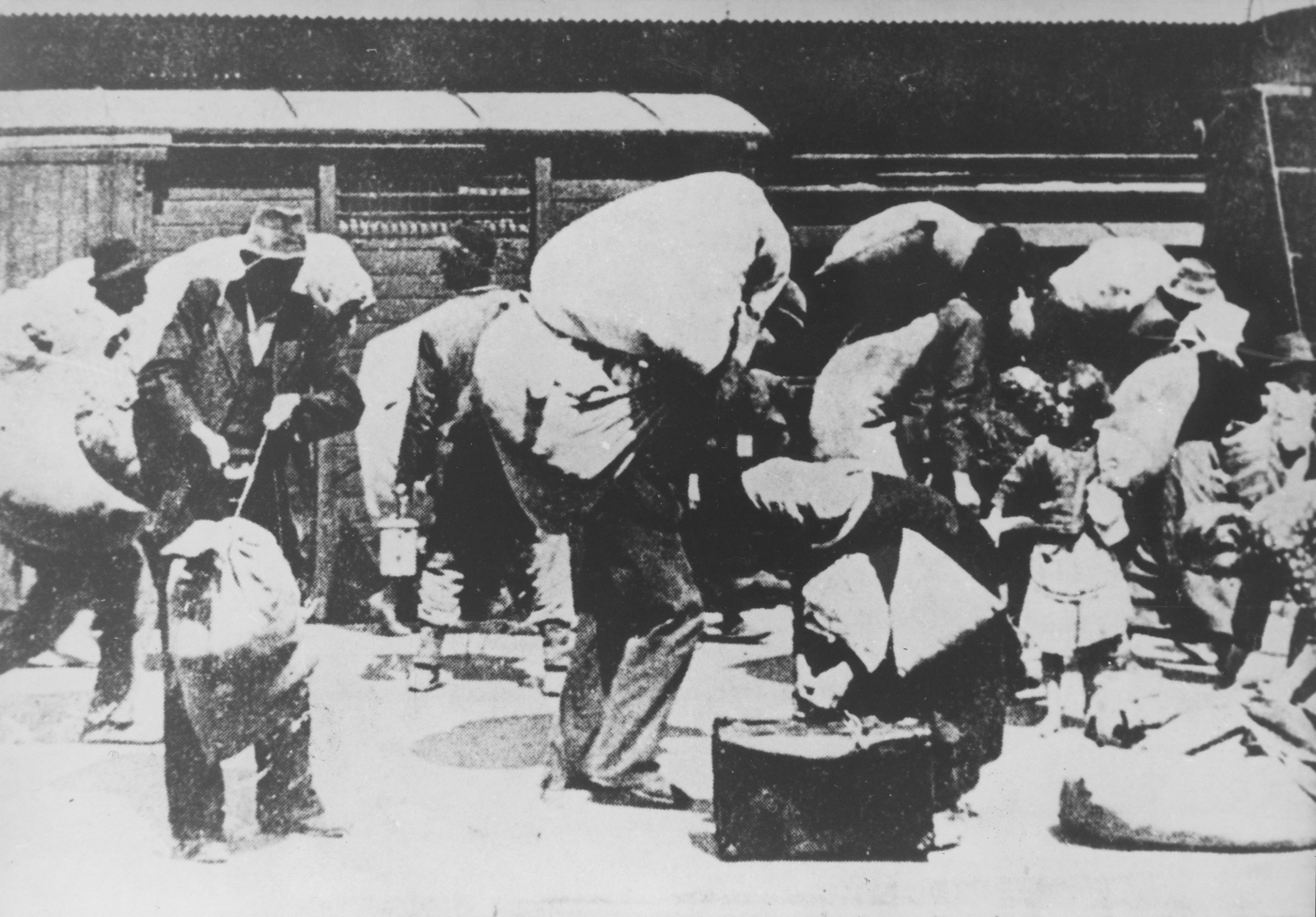
追放されるセルビア人、1941年7月

クロアチア独立国を担うこととなったパベリッチは、ナチス・ドイツと同じく人種政策を推し進めたため、ユダヤ人、ロマ人らは迫害を受けることとなったが、さらにセルビア人らも劣等民族と認定してセルビア人らも迫害した。そのため、ナチス・ドイツとの戦いを行っていたセルビア系抵抗組織であるチェトニックやチトー率いるパルチザンとも戦うこととなり、ウスタシャ対パルチザン、ウスタシャ対チェトニック、そしてチェトニック対パルチザンまでもが展開され、これは「兄弟殺し」と呼ばれる事となり、死者数が170万人にまでいたることとなる。このことは1991年のクロアチア紛争においてセルビア人がクロアチア人をウスタシャ、クロアチア人がセルビア人をチェトニックと呼ぶ元となった。

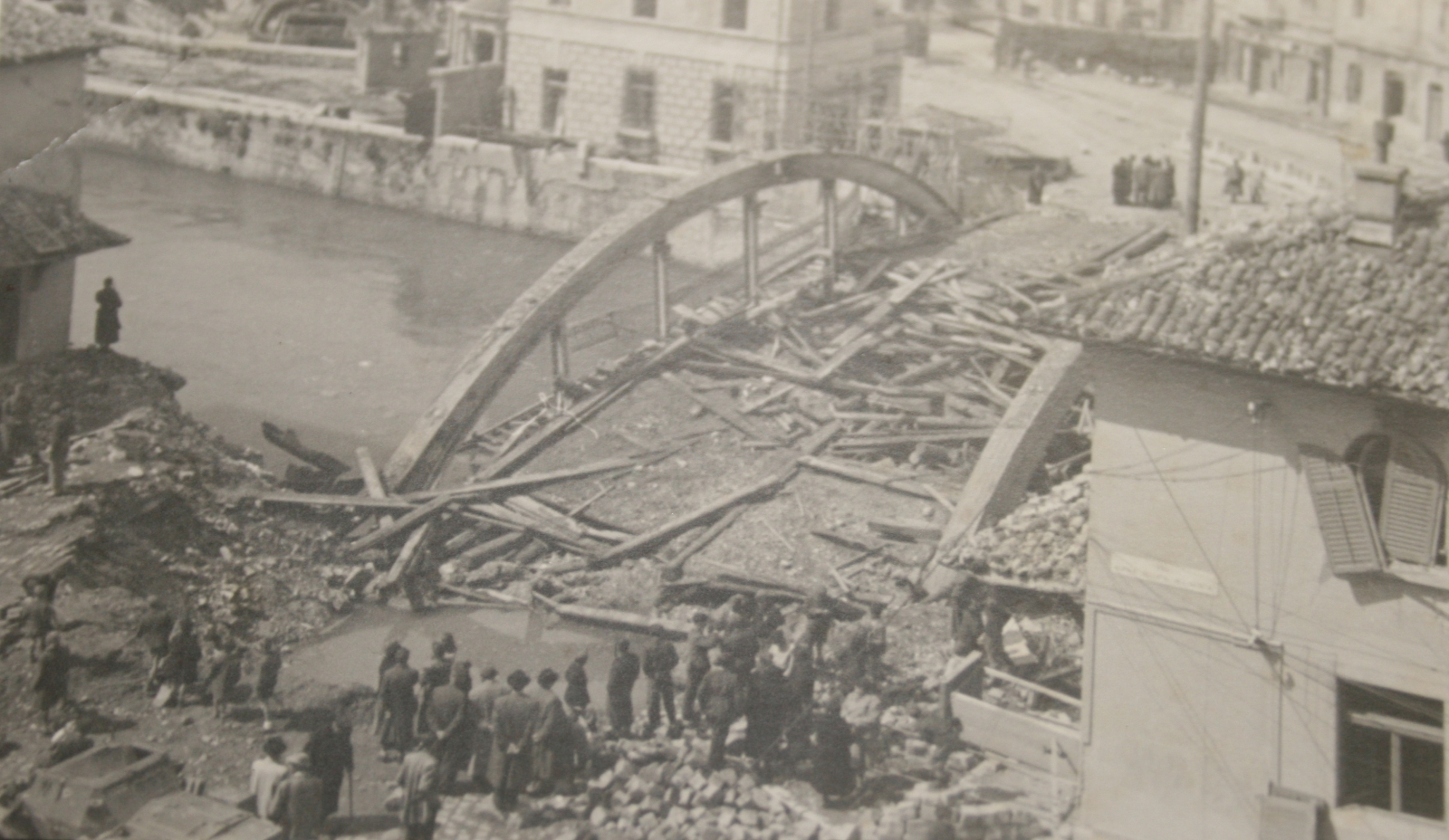
破壊された橋、1945年、リエカ

1944年6月、ユーゴ解放全国委員会のチトー議長と戦前のクロアチア知事でチャーチルの意向で亡命政権の首相に就任していたイヴァン・シュバシッチ (en) の間でチトー＝シュバシッチ協定が結ばれ戦後の連立政権案が設定され、10月、ユーゴスラビアへ至っていたソビエト赤軍とパルチザンは共同作戦を展開、ベオグラードが解放された。そして1945年3月、先立って結ばれた協定案に従い、亡命政権の代表を含んだ上でチトーを首班、シュバシッチを外相とする民主連邦ユーゴスラビア臨時政府が樹立された。しかし11月11日、憲法制定議会選挙が行われるとチトー率いる共産主義者同盟を中心とする人民戦線が連邦院で90.5%、民族院で88.7%という圧倒的な勝利を得たため、11月29日、ユーゴスラビア連邦人民共和国の建国が宣言された。そして翌年1月31日、スターリン憲法に沿った社会主義憲法が制定された上で社会主義国家建設へ着手、クロアチアもその中に含まれていた。

## ユーゴスラビア社会主義連邦共和国へ
ユーゴスラビア社会主義連邦共和国では連邦の権限が強化されていたが、その区画設定は歴史的な経緯やパワーバランスを考慮して決められ、各民族の居住範囲とは一致してなかったことが、後のユーゴスラビア解体の際に紛争を生じさせる大きな要因となっていた。さらにユーゴスラビアは独自の活動を行ったため、ソ連共産党によるユーゴスラビア批判が開始され、1948年6月に行われたコミンフォルム第二回会議でユーゴスラビアはコミンフォルムより追放された。このような状況の中、1950年代は内外の情勢が厳しい状況であったため、ユーゴスラビア国内での民族問題が拡大することはなかったが、1960年代後半にいたるとユーゴスラビア国内で自由化政策が展開されるとクロアチア、コソボ、ボスニア・ヘルツェゴビナでは民族主義の動きが活発化することとなった。結局、1953年より大統領を務めていたチトーが「友愛と統一」のスローガンの下、自主管理社会主義体制が採用され、緩やかな連邦制が施行されることとなった。
しかしこの民主化、分権化はユーゴスラビアにおける民族問題を顕在化させることとなった。1966年、自由主義者であった副大統領アレクサンダル・ランコヴィチが解任されたことによりコソボ自治州のアルバニア人が反乱を起こし、1969年にはスロベニア、クロアチアらは国際復興開発銀行からの借款の使途について中央政府と対立し、さらに1970年から1971年にかけてクロアチア人らはセルビア人が経済的に搾取を行っているとして外貨や税収入の分配を要求、さらにはクロアチアのザグレブ大学の生徒らがクロアチア共和国の国際連合加盟、クロアチア軍の創設を唱え大規模なデモが行われた。これは「クロアチアの春」と呼ばれる事となる。しかし、この「クロアチアの春」はチトーがユーゴスラビアにおけるリベラル派民族主義者を一掃、デモを黙認したクロアチア共産主義者同盟幹部も更迭され、さらに各共和国に関わる重要事項に対する拒否権を各共和国に与える事により乗り越えた。このため、ユーゴスラビアは諸民族の不満を和らげるために各自治州の権限を強化、さらにチトーと共産主義者同盟、連邦人民軍の存在によって纏まりを得る状態であった。そして中央政府は1970年代以降、スロベニア、クロアチアが連邦からの離脱を目指しているとみなされていた。1980年5月、連邦を纏め上げていた終身大統領チトーが死去することにより大統領と共産主義者同盟議長の座が各民族による輪番制へ変更、さらに1980年代の経済危機と民族主義の勃発により、ユーゴスラビアは纏まりを欠く状態と化していく。1987年9月、スロボダン・ミロシェヴィッチがセルビアの実力者となったが、コソボ、ヴォイヴォディナの自治を停止、モンテネグロを脅迫して服従させた。このミロシェヴィチのポピュリスト的行為のためにスロベニア、クロアチアらは警戒を示したが、この警戒は共和国単位で行われたため、ユーゴスラビアはさらに分裂へ導く事となる。
クロアチアでは「チトー主義者」としての行動をとっていたが、1989年から始まる「東欧革命」によりスロベニアに倣ってクロアチアも複数政党制と自由選挙を導入するに至り、事実上、「チトー主義」は崩壊した。

## 独立、そして内戦へ
1990年4月以降、ユーゴスラビアでは各共和国ごとに自由選挙が行われた、クロアチアでは5月の選挙において民族主義政党・クロアチア民主同盟が勝利、フラニョ・トゥジマンが共和国大統領に選出された。このことからユーゴスラビアを構成する6共和国首脳らで連邦制の維持についての協議が行われたが合意には至らず、結局、1991年6月、クロアチアとスロヴェニアが独立を宣言することとなり、11月にはマケドニア、翌年3月にはボスニア・ヘルツェゴビナがそれぞれ独立を宣言することとなる。1992年2月、クロアチアはECにより独立が承認された。しかし、これはすんなりと独立できたわけではなく、1991年9月よりクロアチア紛争が展開されることとなる。なお、この独立に際してはクロアチア人、スロベニア人らがコソボにおいてセルビア人が事実上の戒厳令を敷いたことに不快感を抱き、同じ措置が取られる事を恐れたのと、この地で行われた残虐行為の加担者にクロアチア、スロベニアが巻き込まれる事を懸念したという説がある。そして連邦軍がスロベニアへ介入した際、連邦軍内のクロアチア軍人、スロベニア軍人らは排除されることとなり、さらにはムスリム人、アルバニア人、ハンガリー人、さらには介入を望まないセルビア人、モンテネグロ人らも排除された。
また、クロアチア紛争、ボスニア・ヘルツェゴビナ紛争においてクロアチアが乗り出したとき、現地セルビア人らの民兵組織や民間武装勢力は無慈悲な暴力行為を行い、更にセルビア将校を中心とするユーゴスラヴィア人民軍（JNA）がセルビア人保護のためにクロアチアやボスニア・ヘルツェゴビナの一部を占領下においた。クロアチア政府は国内の少数民族であるセルビア人らの地位や将来を保証することなく、彼らを警戒し、そしてさらに脅す行為まで行い、対立を決定的なものにするに至っている。
そして1992年4月27日、ユーゴスラビア社会主義連邦共和国の構成国であるセルビアとモンテネグロらを元としてユーゴスラビア連邦共和国の建国が宣言された。しかし、この時点でもボスニア・ヘルツェゴビナ、クロアチアを領土拡大の目標としていた。

### クロアチア紛争
当初はクロアチアの独立に反対するセルビア人勢力とクロアチア共和国軍との間で武力衝突が行われていたが、徐々に激しさを増す事によりセルビア人保護を掲げた連邦軍が介入、ここにクロアチア紛争が本格化することとなった。連邦軍の支援を受けたセルビア人らは1992年までにクライナ地方における支配権を確立、4月には「クライナ・セルビア人共和国」の建国を宣言、そのためクロアチア北部とダルマチア沿岸地方は分断された。
この紛争は戦闘の部分でも激しいものがあったが、それ以上に両軍によるプロパガンダ合戦はさらに熾烈を極めた。クロアチアもセルビアも第二次世界大戦を中心とする過去の出来事から相手を非難、セルビア人がクロアチア人をウスタシャ、クロアチア人がセルビア人をチェトニックと呼んだ。1991年11月末、国連が介入することにより停戦が合意され、国連保護軍（UNPROFOR）がその監視を行ったが、1991年12月、クロアチアのセルビア人らは「クライナ・セルビア人共和国」の樹立を宣言、クロアチア政府は「セルビア問題」の対処に苦慮することとなる。1994年3月、ロシアが介入したことにより休戦協定が調印されたが、結局、1995年5月、8月にクロアチア軍が大攻勢「嵐作戦」を仕掛け、東スラヴォニアを除く「クライナ・セルビア人共和国」が消滅した。そのため、約30万人のセルビア人がボスニアやセルビアへ脱出した。この後結ばれたデイトン和平合意によって、クロアチア内戦は終結を迎える。
残された東スラヴォニアは暫定的に国連支配下とされ、国連東スラヴォニア暫定機構（UNTAES）が統治することとなった。結局、1997年4月に行われたクロアチア地方選挙においてクロアチア民主同盟が東スラヴォニアで勝利したことにより、1998年1月、東スラヴォニアはクロアチアへ返還、クロアチアの分断はここに終結したが、クロアチア領を追われたセルビア人難民の帰還問題は現在も続いている。

### ボスニア・ヘルツェゴビナ紛争
1991年11月、マケドニア共和国が独立宣言を行った事により、ボスニア・ヘルツェゴビナも独立へ向かう事を明確にしており、1992年2月29日と3月1日の国民投票で決定、1992年3月3日、ムスリム人とクロアチア人の支持を得た上で独立宣言を行った。そのため、独立派であるクロアチア人、ムスリム人らと独立に反対するセルビア人らの武力衝突が1992年3月に発生したが、4月、連邦軍が介入することとなった。それまでクロアチア人、ムスリム人、セルビア人らは同一の言語を使用しており、三者は共存していた状態であったが、これは急速に崩壊した。クロアチアはこれをセルビアによるボスニア・ヘルツェゴビナへの侵略行為と捉え、激しい内戦が展開された。これにはEC（後にEU）と国連が4度に渡り和平案を提案したが合意に至らず、1994年以降、アメリカ、ロシア、イギリス、フランス、ドイツが政治的解決にあたる事となったが、これは困難を極める事となった。そのためNATO軍により1995年8月から9月にかけてセルビア勢力に対して大規模な空爆を展開、これにより1995年11月に「デイトン合意」が締結されることとなる。これによりボスニア・ヘルツェゴビナではムスリム人、クロアチア人らのボスニア・ヘルツェゴビナ連邦とセルビア人らのスルプスカ共和国（セルビア人共和国とも）の二つの政体からなる統一国家が形成されることとなった。
これらボスニア和平プロセスは軍事面で国連保護軍のみならずNATOを中心とした多国籍軍が派遣、三勢力の分断と境界も策定された。民生面では和平実施を統括する和平実施会議（PIC）が設置させ、さらに欧州安全保障協力機構（OSCE）や世界銀行、EU、そして国連難民高等弁務官事務所（UNHCR）らが取り組む事となった。1996年9月に総選挙が実施されたことにより、共同大統領制による中央政府が設けられたが、セルビア人共和国とボスニア連邦、ボスニア連邦内でもクロアチア人とムスリム人の間では使用通貨が異なり、自由な人や物の動きが阻まれている状態が続いた。

## その後のクロアチア
民族主義的な立場をとり続けたフラニョ・トゥジマンが1999年に死去すると、クロアチアは民主化が進み、南東ヨーロッパの地域統合や和解推進に向かうようになっていった。
2000年2月、ブカレストで南東欧協力プロセス（SEECP)の第3回サミットが行われるとクロアチアはオブザーバーではあるがこれに参加した。このサミットではSEECP各国は経済、民主主義、人権、政治、安全保障に関連して協力関係を強化することが確認され、翌年2月の第4回サミットにもオブザーバーで参加した。その後、2005年からは南東欧協力プロセスの正式メンバーとなっている。
2001年にクロアチア人のアンテ・ゴトヴィナらが旧ユーゴスラビア国際戦犯法廷（ICTY）によって訴追されると、国内からの強い反発を招いたが、クロアチア政府はICTYへの協力を決定した。逃亡を続けたゴトヴィナも2005年には逮捕が実現し、クロアチアの欧州統合に向けての大きな一歩となった。
2009年に北大西洋条約機構、2013年に欧州連合にそれぞれ加盟した。2023年からは共通通貨ユーロを導入し、シェンゲン圏への加入も果たした。